# Biserica de lemn din Mitocași
Biserica de lemn „Cuvioasa Parascheva” din Mitocași este un lăcaș de cult ortodox construit la sfârșitul secolului al XVIII-lea în satul Mitocași din comuna Mitocu Dragomirnei aflată în județul Suceava. Edificiul religios se află localizat în cimitirul vechi al satului și are hramul Cuvioasa Parascheva, sărbătorit la data de 14 octombrie.
Ansamblul bisericii „Cuvioasa Parascheva” din Mitocași a fost inclus pe Lista monumentelor istorice din județul Suceava din anul 2015 la numărul 301, având codul de clasificare cod LMI SV-II-a-B-05575. El este format din două obiective:
- Biserica de lemn „Cuvioasa Parascheva” – construită în secolul al XVIII-lea și având codul SV-II-m-B-05575.01 și
- Clopotniță – construită în 1789 și având codul SV-II-m-B-05575.02.

## Istoricul bisericii
Satul Mitocași se află la aproximativ 12 km nord de municipiul Suceava, învecinându-se cu satele Mitocu Dragomirnei (la vest) și Adâncata (la est).
În Mitocași nu a existat biserică până în anul 1792, locuitorii frecventând mănăstirile Teodoreni și Dragomirna din apropiere. În 1792, administratorul Mănăstirii Teodoreni din Burdujeni, Vasile Calmuțchi, rudă cu mitropolitul Gavriil Callimachi, împreună cu alții, construiesc biserica din bârne de stejar, acoperită în faza inițială cu șindrilă.
În Sinodicul parohiei datând din anul 1874 (din perioada mitropolitului Calinic Miclescu), se menționează: „Construirea bisericii a fost începută în anul 1792 și a fost terminată în anul 1794. Vasile Calmuțchi au făcut biserica și au înzestrat-o cu toate cele necesare”. Pe unul dintre clopotele bisericii se află inscripția cu litere latine „Anno Domini 1792”. Catapeteasma bisericii datează din 1796.
Totuși, Gh. Bratiloveanu și Mihai Spânu, autorii lucrării „Monumente de arhitectură în lemn din Ținutul Sucevei” (1985), presupun că datarea construcției din Sinodicul parohiei este aproximativă, bazată pe tradiția orală, iar biserica ar fi construită de fapt înainte de anul 1790. Ei precizează că în biserică s-au găsit alte obiecte cu datări mai vechi și anume:
- cărți de cult: „Penticostar” (București, 1743), „Triodion” (1747), „Antologhion” (Iași, 1755), „Octoih” (București, 1774), „Apostol” (București, 1784), „Ceaslov” (Iași, 1797) etc. O inscripție pe „Octoihul” din 1784 precizează că acesta a fost răscumpărat în anul 1790 la Mitocași.[5]
- unele icoane de pe catapeteasmă sunt mai vechi decât anii atestării bisericii. Pe icoana lui Iisus din catapeteasmă este înscris cu litere chirilice anul 1789. O icoană din seria Apostolilor are inscripția: „Sănătate, și pentru iertarea păcatelor și să fi(e) veșnică pomea(nire) acum și pururea și vecii vecilor amin, 1790 luna lui octombre 14 zile”.

În Sinodicul bisericii se menționează că, în anul 1860, locuitorii au reparat catapeteasma și clopotnița (care se afla pe atunci deasupra pridvorului). Clopotnița este datată în 1789, înainte de perioada construirii bisericii (1792-1794). Clopotnița a fost detașată din corpul bisericii în preajma anului 1906. Ea este construită din lemn de stejar cu scânduri de brad și acoperită cu tablă. Are două încăperi, parter și etaj. Prin parterul clopotniței se realizează accesul în curtea bisericii. În 1937 biserica și clopotnița au fost acoperite cu tablă. În anul 1958, prin contribuția și munca voluntară a enoriașilor, s-a refăcut temelia de piatră, s-au înlocuit tălpile și bârnele deteriorate, s-a pus o nouă dușumea și s-a pardosit cu pietre fațada bisericii.
În anul 1995 a fost construită în centrul satului o biserică de zid, de dimensiuni impunătoare și având hramul Adormirea Maicii Domnului. Construcția ei a fost începută de preotul paroh Constantin Mihoc.

### Preoți slujitori
Numele preoților deservenți ai parohiei din Mitocași de până în jurul anului 1860 nu se cunosc. Se cunoaște faptul că slujeau cu rândul preoți de la Mănăstirea Teodoreni, satul fiind moșie mănăstirească. După spusele bătrânilor, a slujit și un oarecare preot cu numele Berja. În anul 1860, în urma unor împrejurări necunoscute, Parohia Mitocași este desființată, iar biserica din sat devine filială a Parohiei Adâncata. De la această dată, preoții din Adâncata au slujit și în Mitocași, fiind menționați următorii preoți: Gheorghe Siriteanu, Alexandru Siriteanu, Rădăuțanu (?), Dumitru Popovici.
Abia în anul 1937 Parohia Mitocași a fost reînființată cu denumirea de Parohia Mitoc-Adâncata, paroh fiind numit preotul Victor Fădur.

## Arhitectura bisericii
Biserica de lemn din Mitocași este construită din bârne de stejar, cioplite cu barda și îmbinate în „coadă de rândunică”. Ea se sprijină pe un soclu de piatră. Edificiul are un acoperiș înalt din tablă, lipsit de turle și fără rupere în pantă, care se racordează cu învelitoarea pridvorului.
Monumentul are formă de navă, cu absida altarului pentagonală și decroșată față de restul corpului construcției, cu pronaosul de asemenea decroșat și cu un pridvor pe latura de sud. Lăcașul de cult este prevăzut cu două uși de acces (una la intrarea în pridvor și alta din pridvor în pronaos) și cu trei ferestre (una în altar și două în naos).
În interior, biserica este împărțită în patru încăperi: pridvor, pronaos, naos și altar. Intrarea în biserică se face pe o ușă situată în peretele estic al pridvorului. Pridvorul are o formă dreptunghiulară (2.00x3.25 metri), este realizat pe toată lungimea pronaosului și a fost construit ulterior construcției bisericii. El are o fereastră de dimensiuni mari pe latura sudică. Scândurile pereților pridvorului sunt vopsite în culoarea verde.
Între pridvor și pronaos este un perete despărțitor pe unde se intra în biserică înainte de construirea pridvorului. Pronaosul este de formă dreptunghiulară și nu are ferestre. La partea superioară, el are o boltă semicilindrică. Între pronaos și naos se află un perete despărțitor cu trei deschideri inegale, accesul făcându-se prin deschiderea centrală (1.35x1.90 metri). Naosul are și el o formă dreptunghiulară (4.80x5.30 metri), cu câte o fereastră pe laturile de nord și de sud. El are o boltă semicilindrică care se înalță de la 2.50 metri până la 4.10 metri (la cheia bolții).
Altarul are o absidă de formă pentagonală (4.00x3.35 metri) și o fereastră dreptunghiulară (0.55x0.85 metri) în axa absidei. Catapeteasma se sprijină direct pe decroșul naosului, neexistând proscomidiar și diaconicon. Deasupra altarului, la 3.50 metri înălțime, se află o boltă piramidală din fâșii de formă hexagonală, cu laturile inegale.
Pereții sunt pardosiți în interior cu scândură de brad în culoare gri. Lăcașul de cult nu este pictat. Catapeteasma bisericii este din lemn de stejar și de brad. Coloanele de încadrare a icoanelor de la catapeteasmă sunt sculptate în formă de struguri și frunze de viță de vie. Ușile împărătești sunt sculptate în formă de flori și ornamente cu șase iconițe pictate în ulei. Icoanele din partea de sus a catapetesmei sunt pictate în stil neobizantin de către zugravul Ion ot Burdujeni, în ulei pe pânză. Celelalte icoane de pe catapeteasmă sunt pictate în ulei pe lemn de tei, în stil neobizantin, de către un pictor necunoscut. Icoanele mai recente sunt realizate de pictorul bisericesc Gheorghe Buburuzan.
Pe catapeteasmă se află două inscripții cu litere chirilice. În inscripția din partea stângă se arată că un oarecare credincios „cu soțul său Maria din Fetești” au făcut catapeteasma. Inscripția este iscălită de zugravul Ion ot Burdujeni. În inscripția din partea dreaptă este arătată data confecționării (1796). Pictura de pe catapeteasmă este în stil neobizantin, ca și unele icoane din biserică. Restul icoanelor, donate în timp de către credincioși, sunt în stil modern.
În biserică se află câteva obiecte cu valoare istorică și artistică: cinci icoane vechi de pe catapeteasmă, trei cruci de lemn, un prapor, două epitafuri, un serafim din lemn de tei, clopotul vechi din anul 1792, precum și 16 cărți de ritual cu litere chirilice din secolele al XVIII-lea și al XIX-lea și un Sinodic din anul 1874.

## Imagini

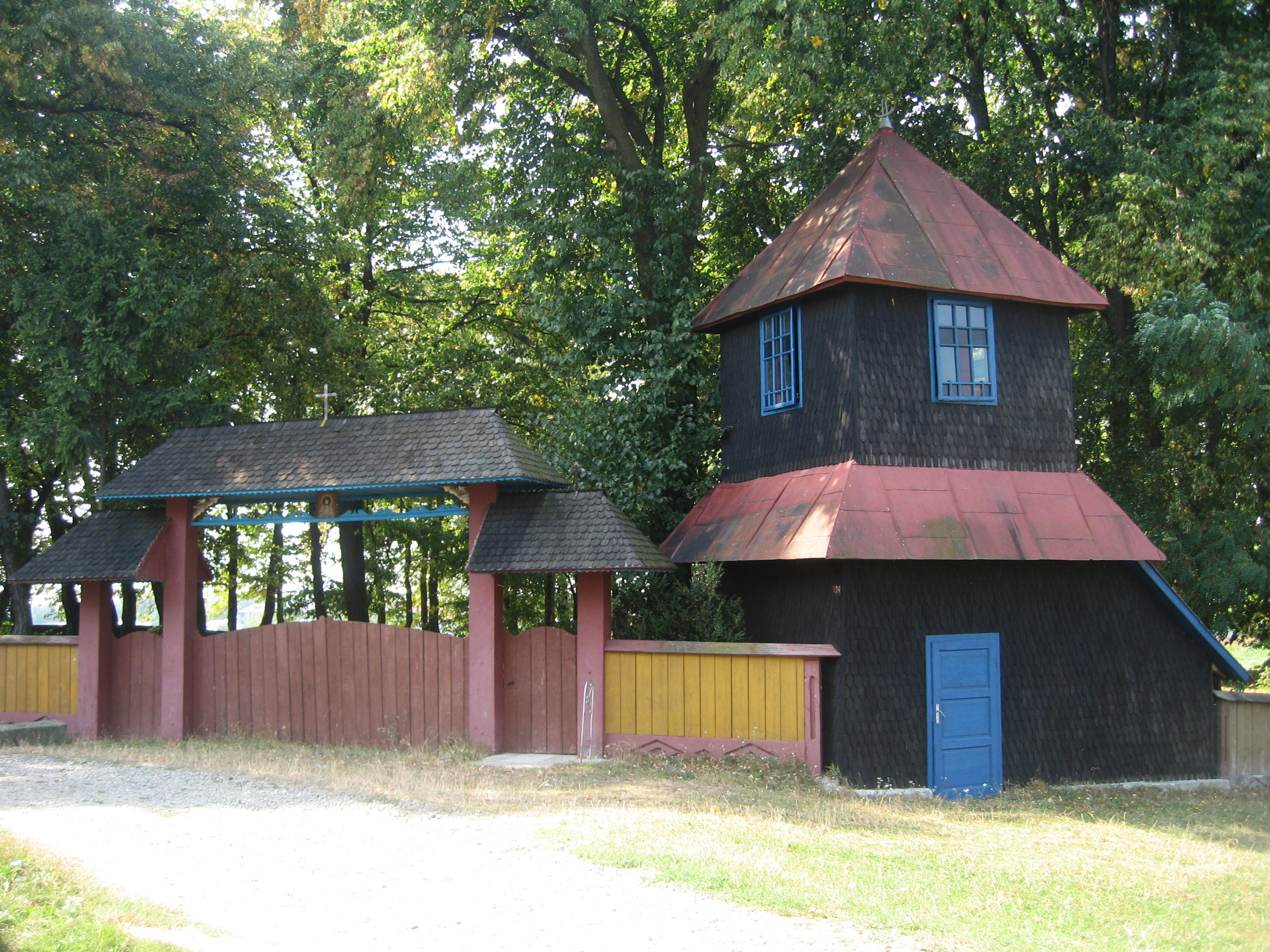
Poarta de intrare și turnul clopotniță
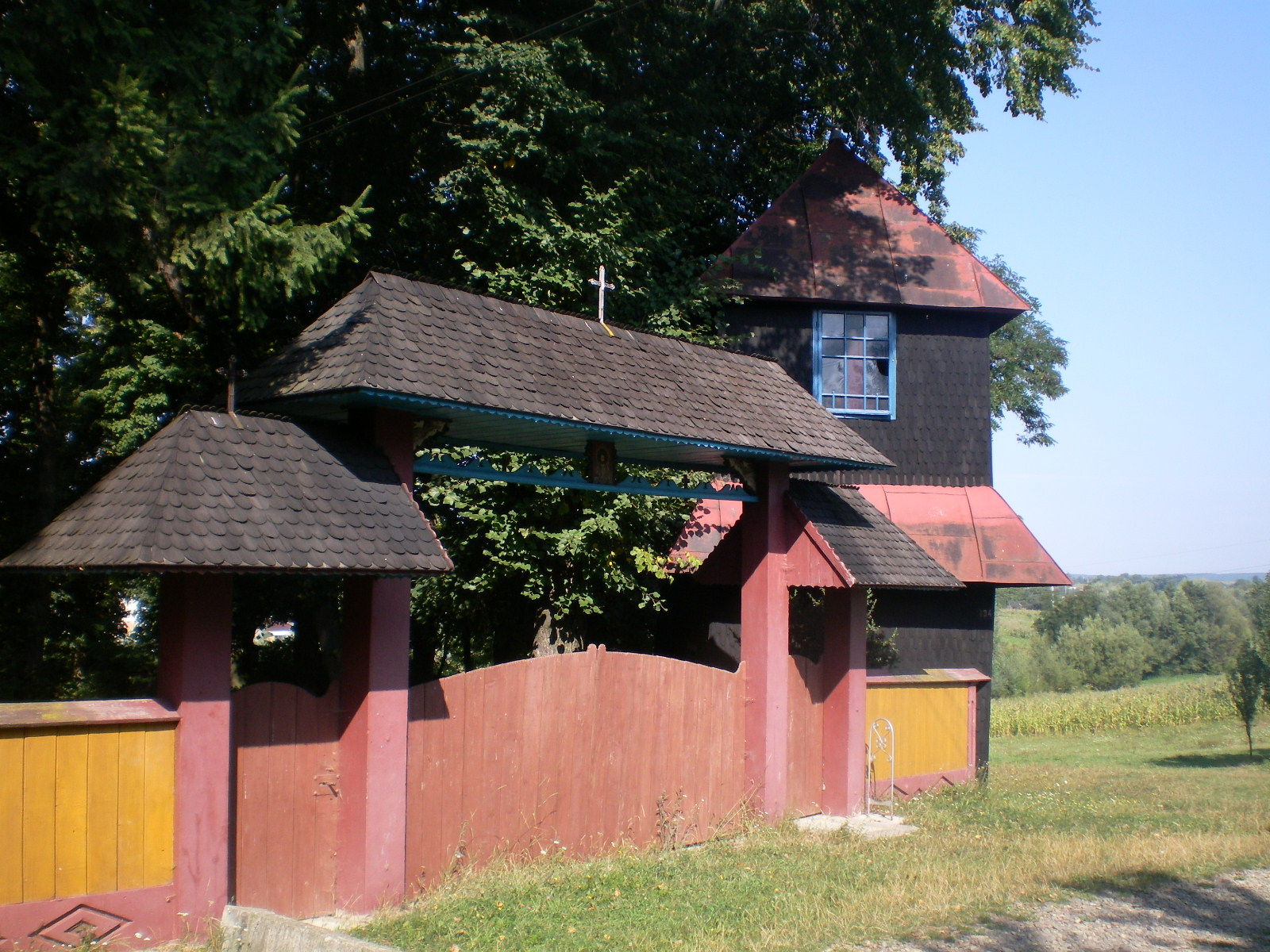
Poarta de intrare și turnul clopotniță
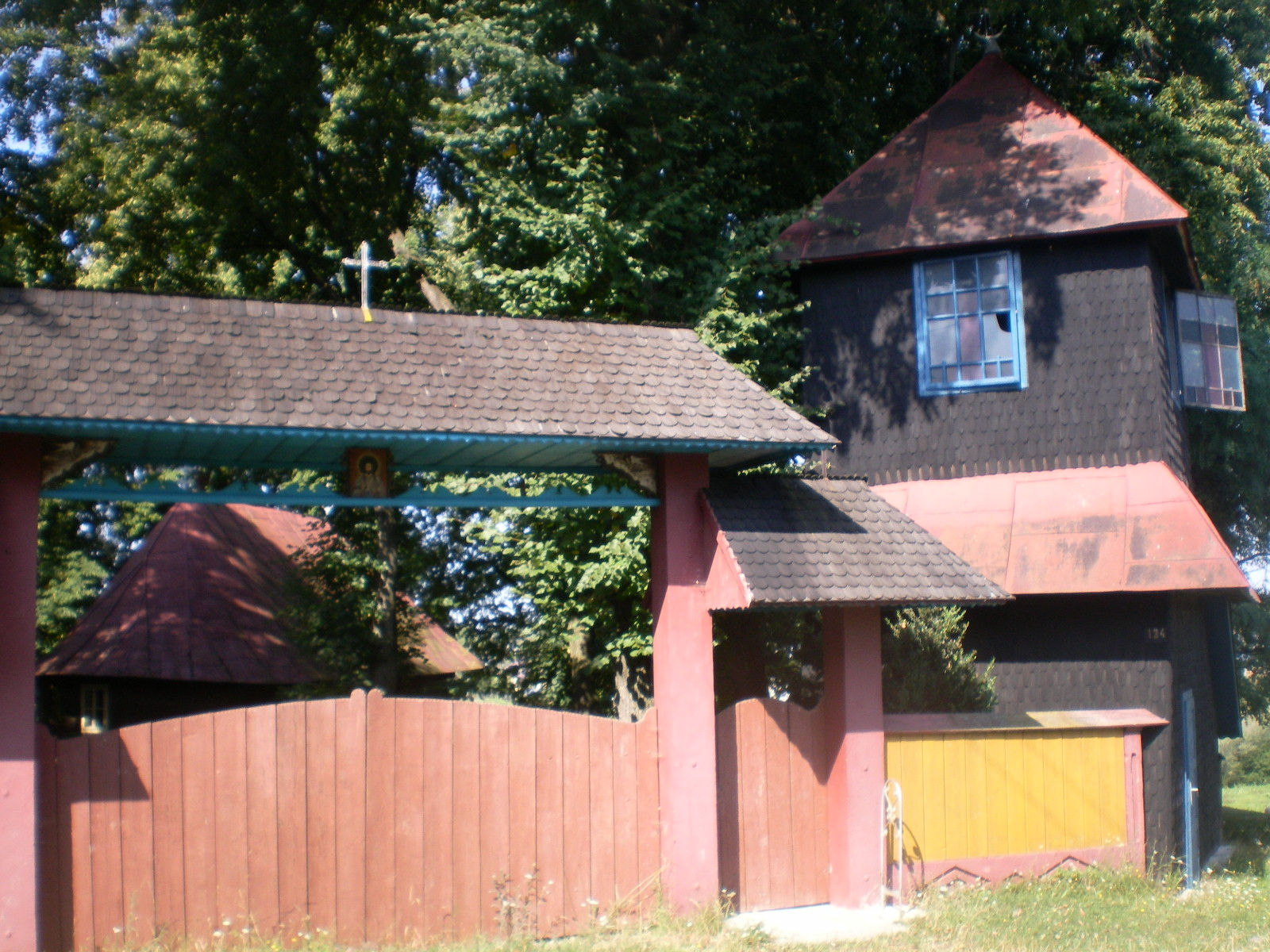
Poarta de intrare și turnul clopotniță
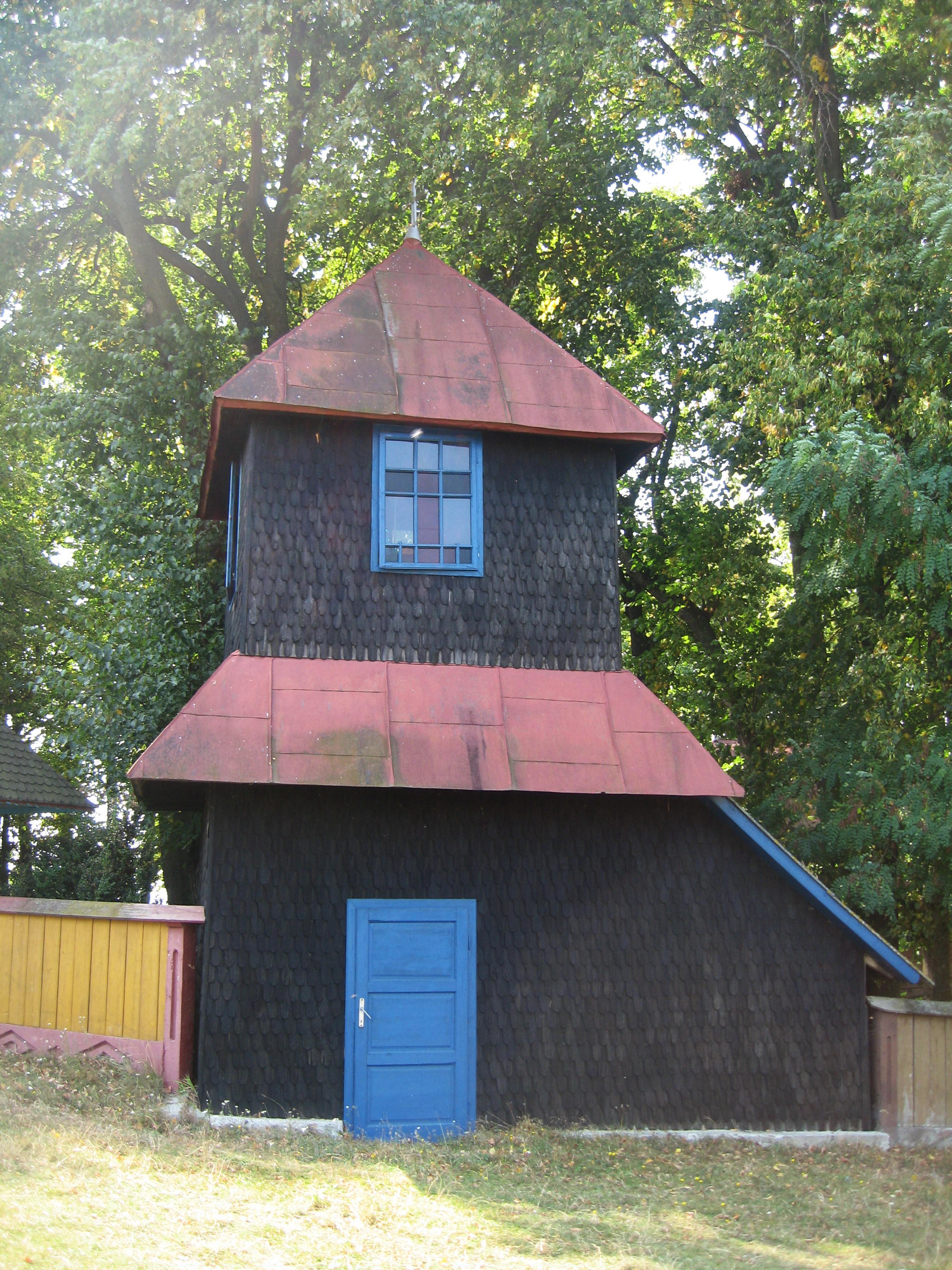
Turnul clopotniță
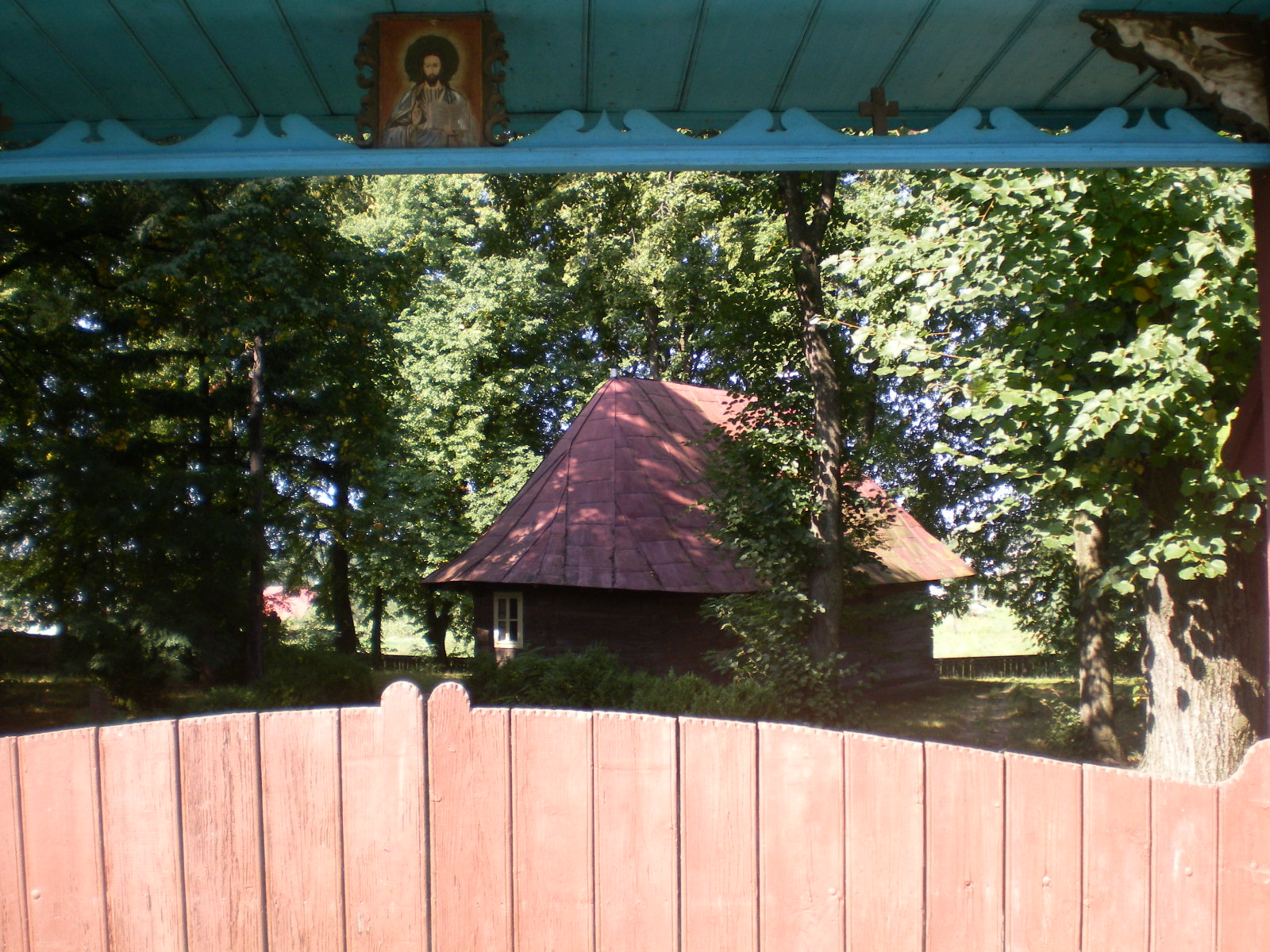
Poarta de intrare și biserica pe latura nord-estică
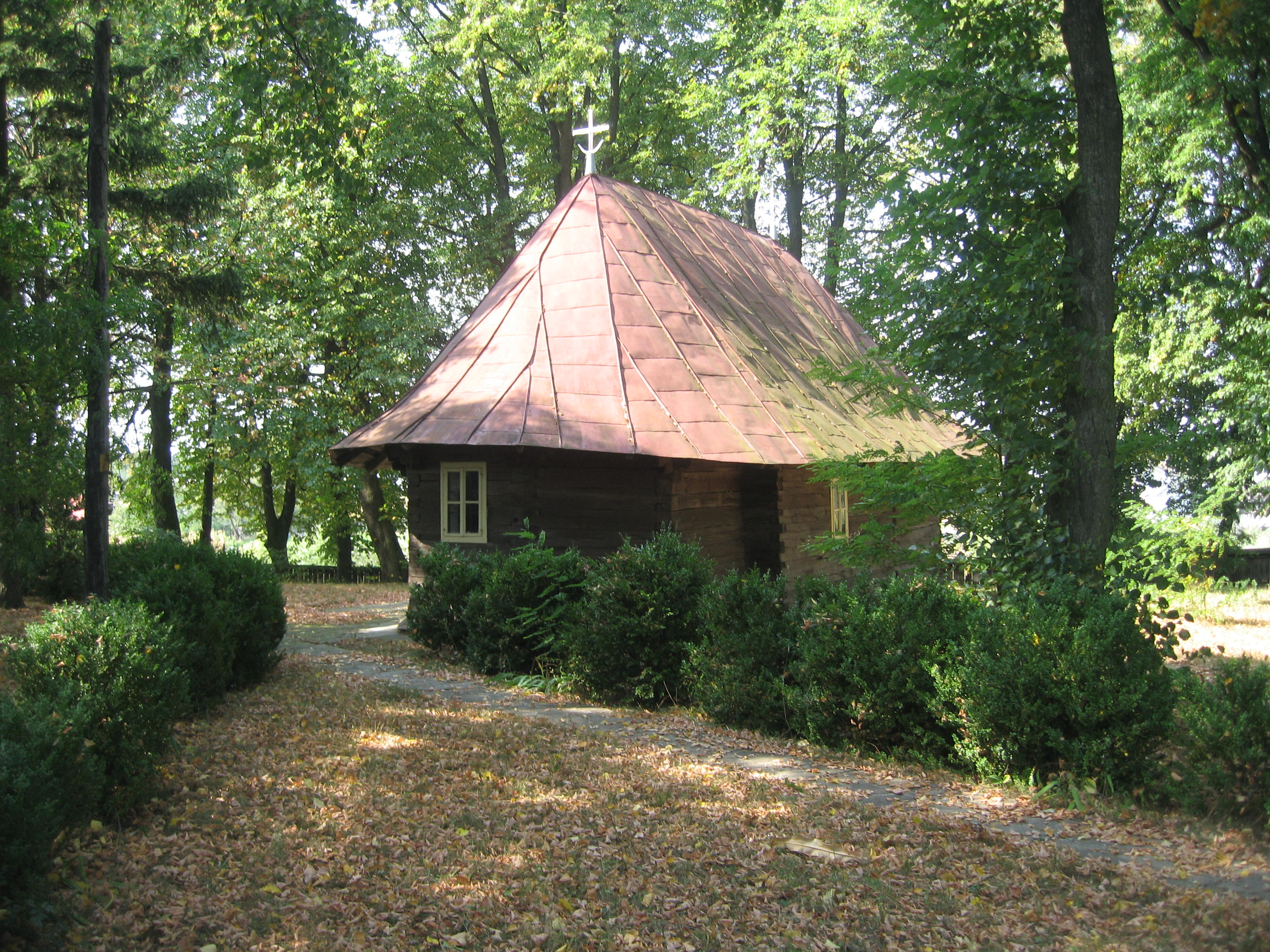
Biserica pe latura nord-estică
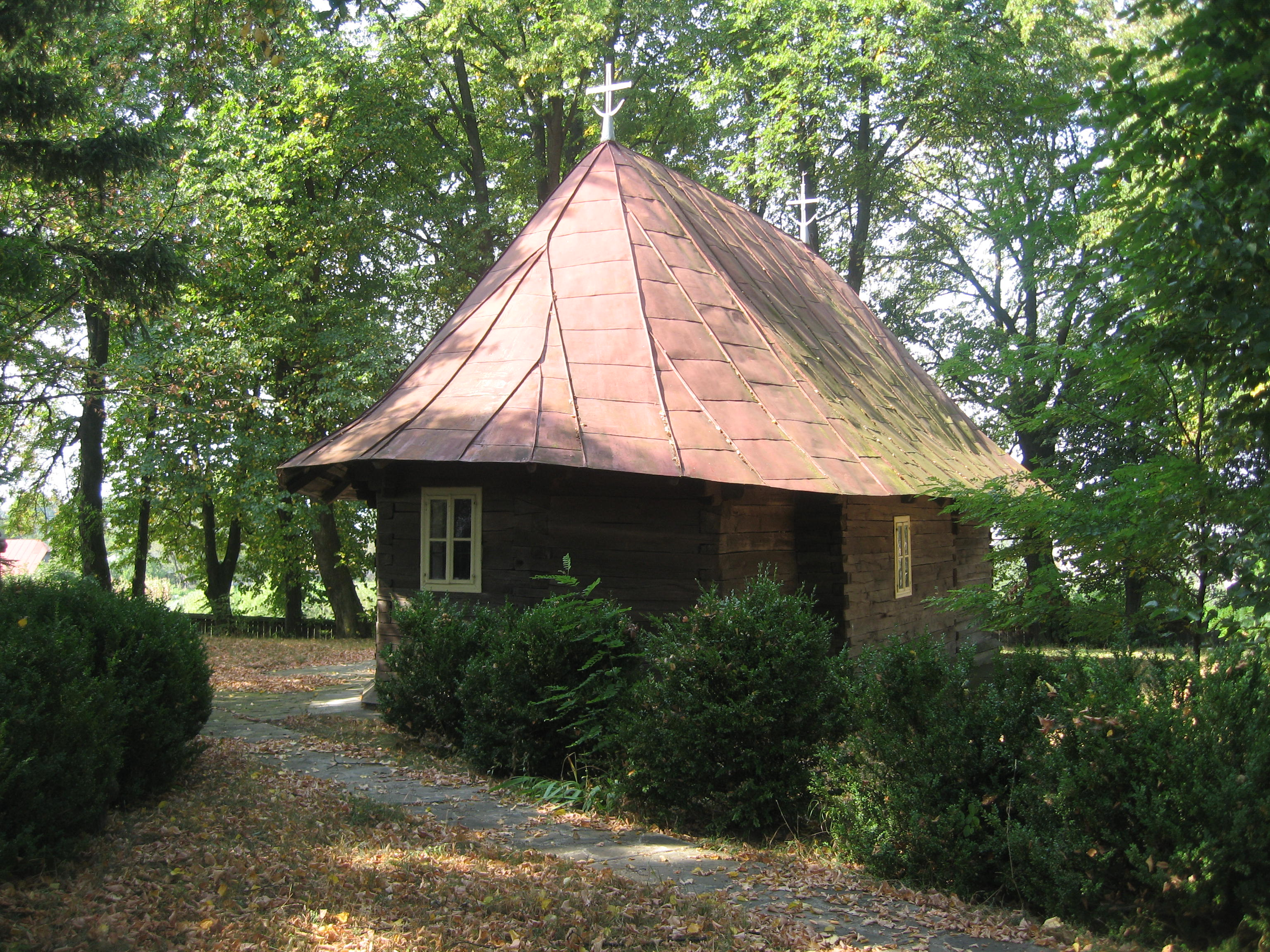
Biserica pe latura nord-estică
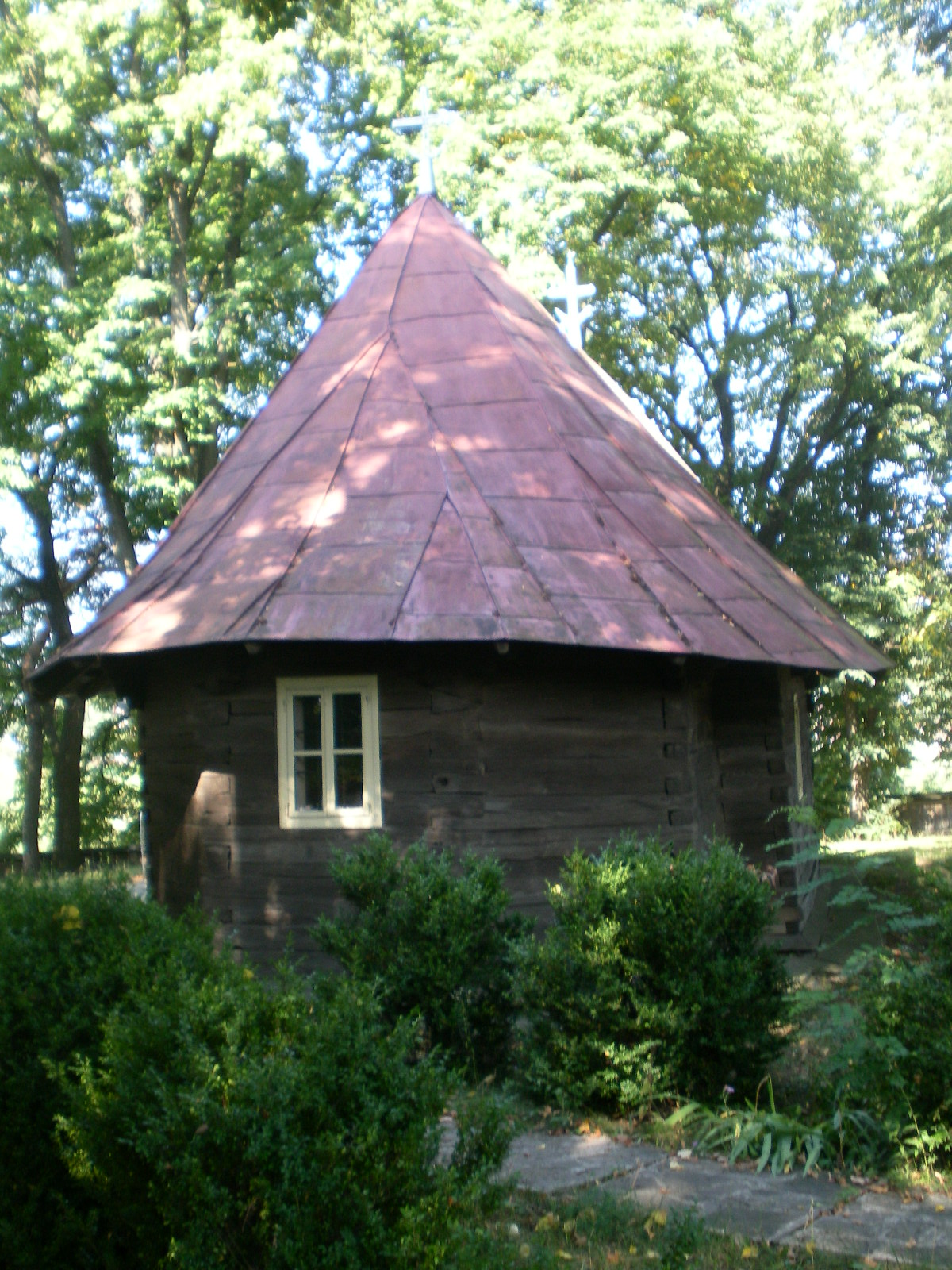
Biserica pe latura estică
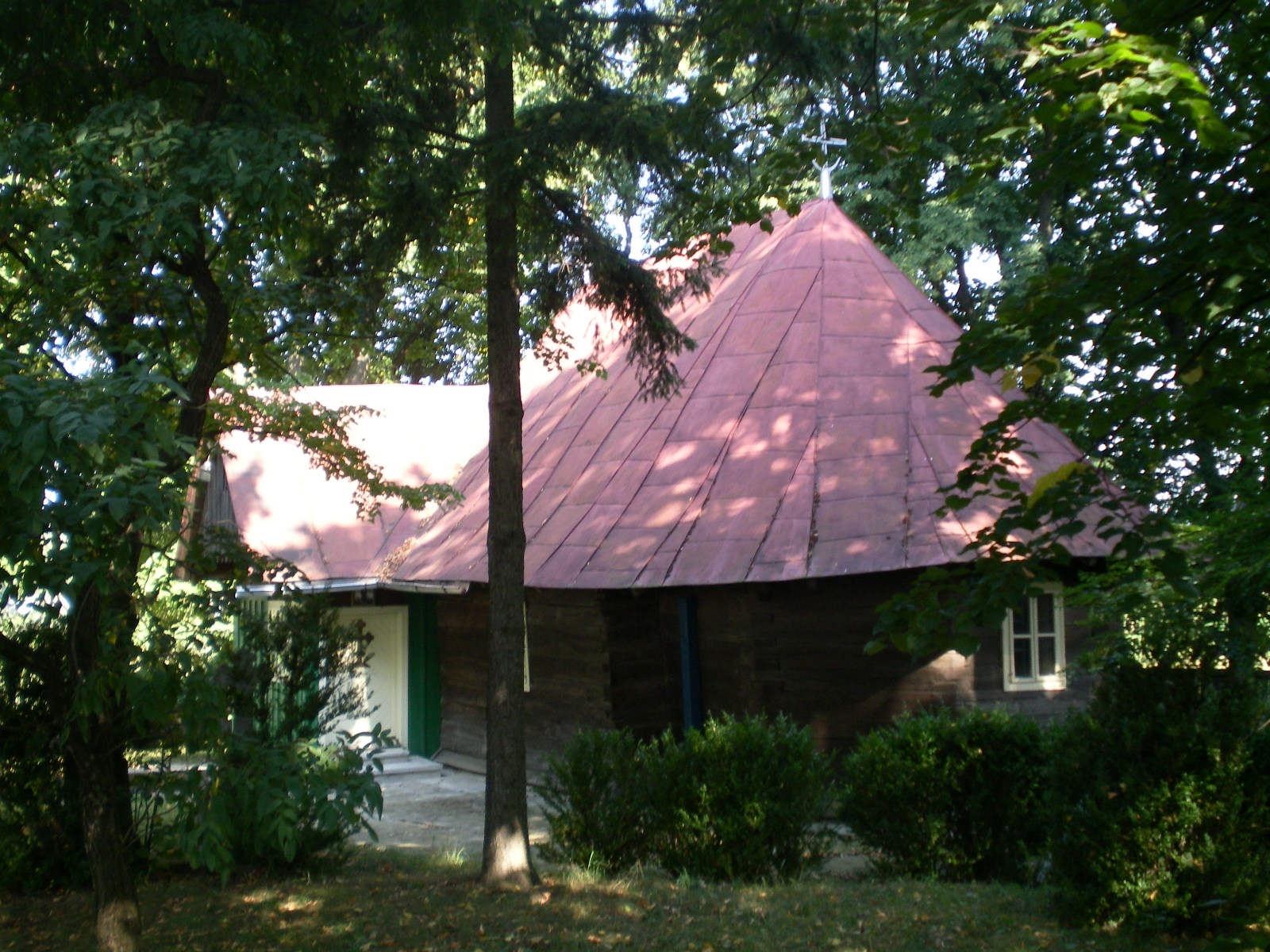
Biserica pe latura sud-estică
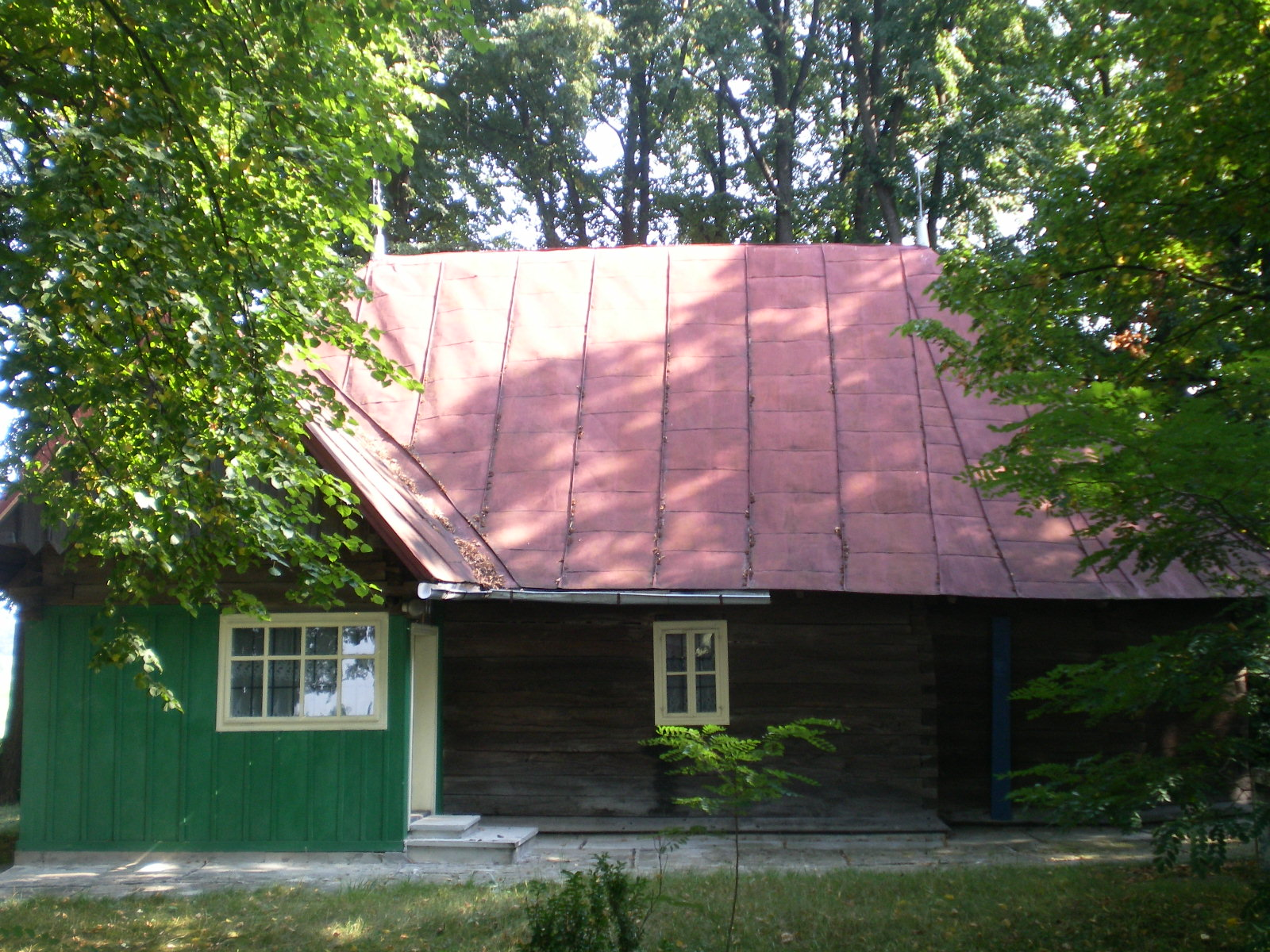
Biserica pe latura sudică
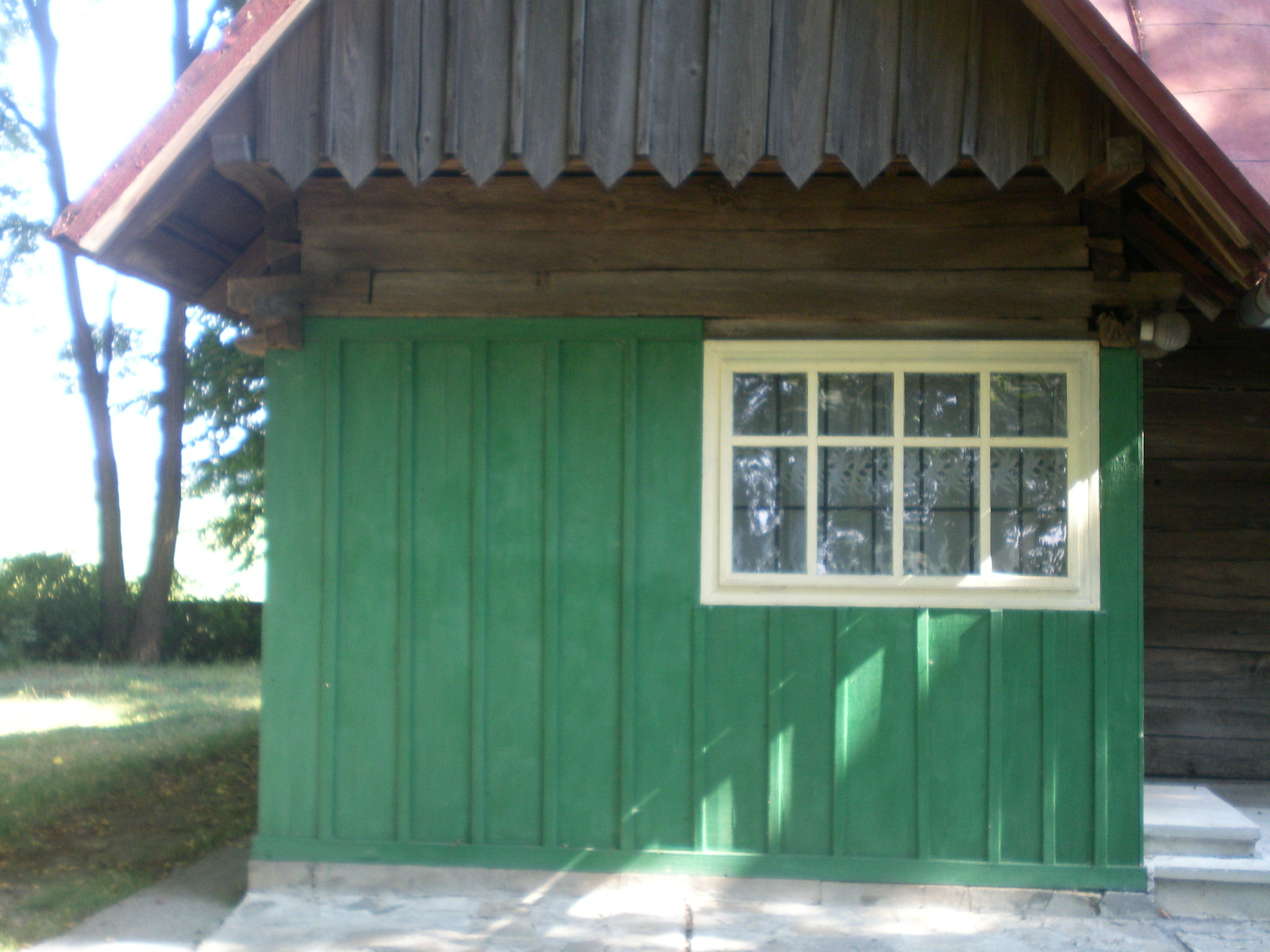
Pridvorul bisericii pe latura sudică
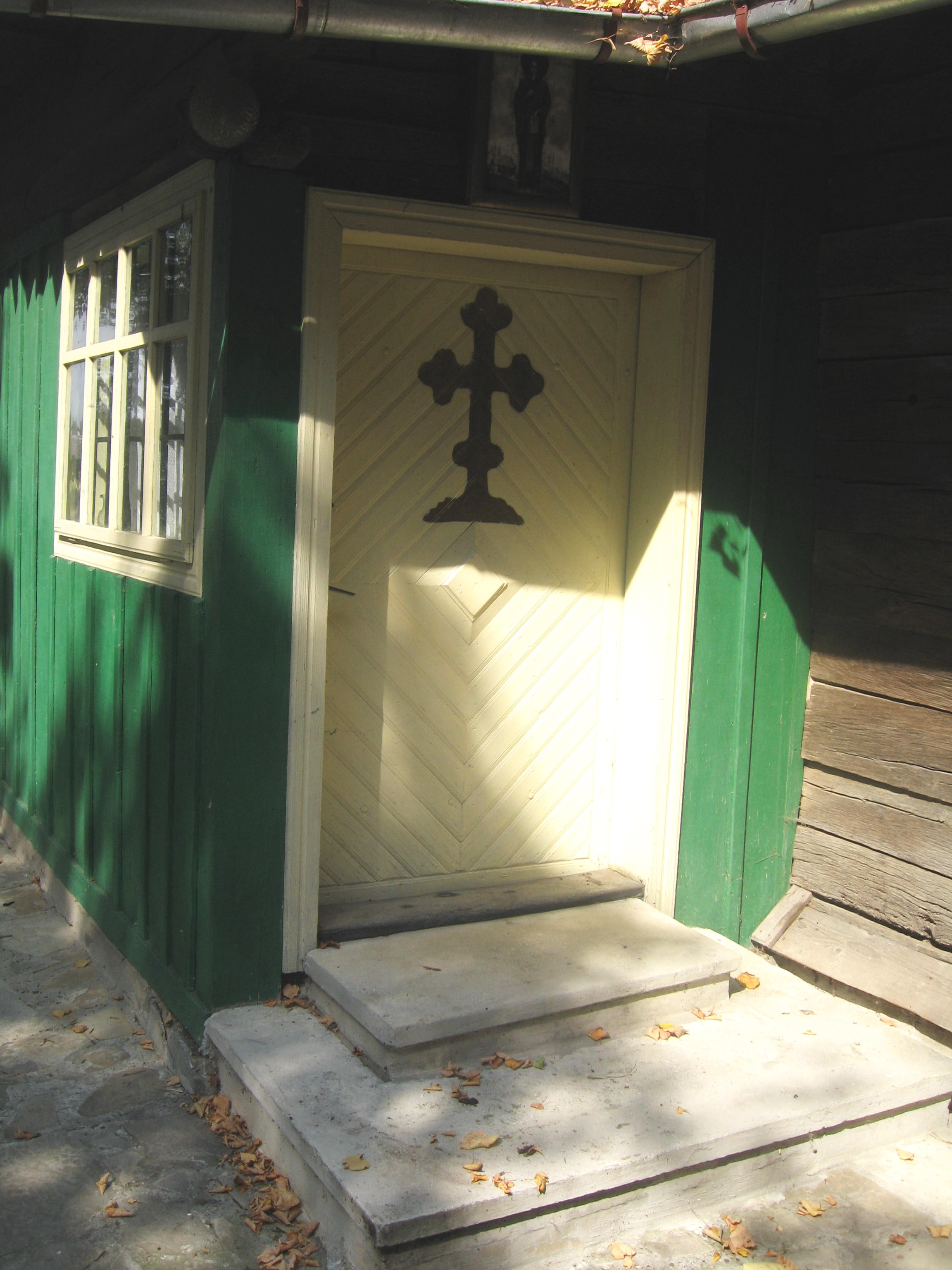
Ușa de intrare în pridvorul bisericii
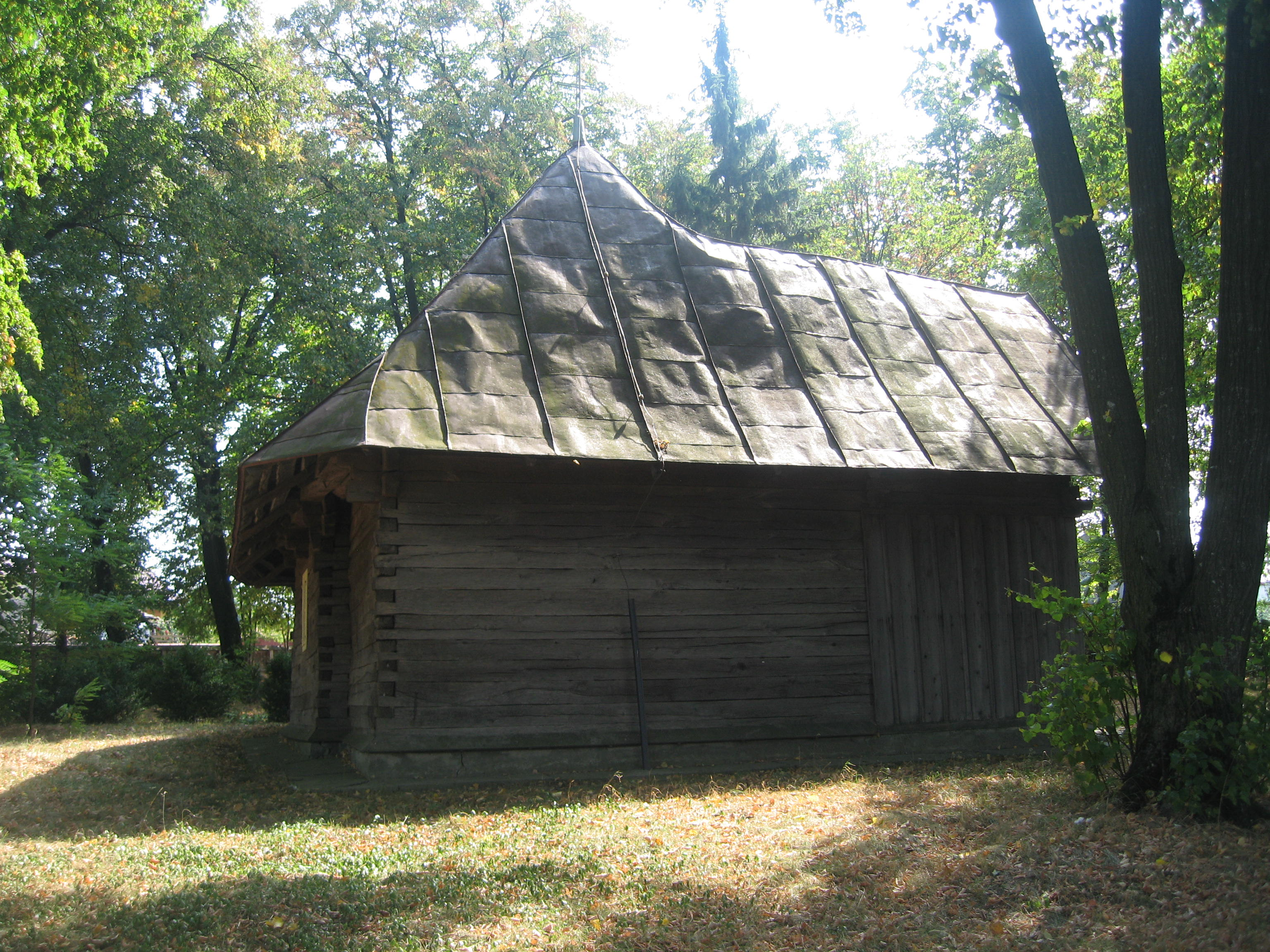
Biserica pe latura vestică
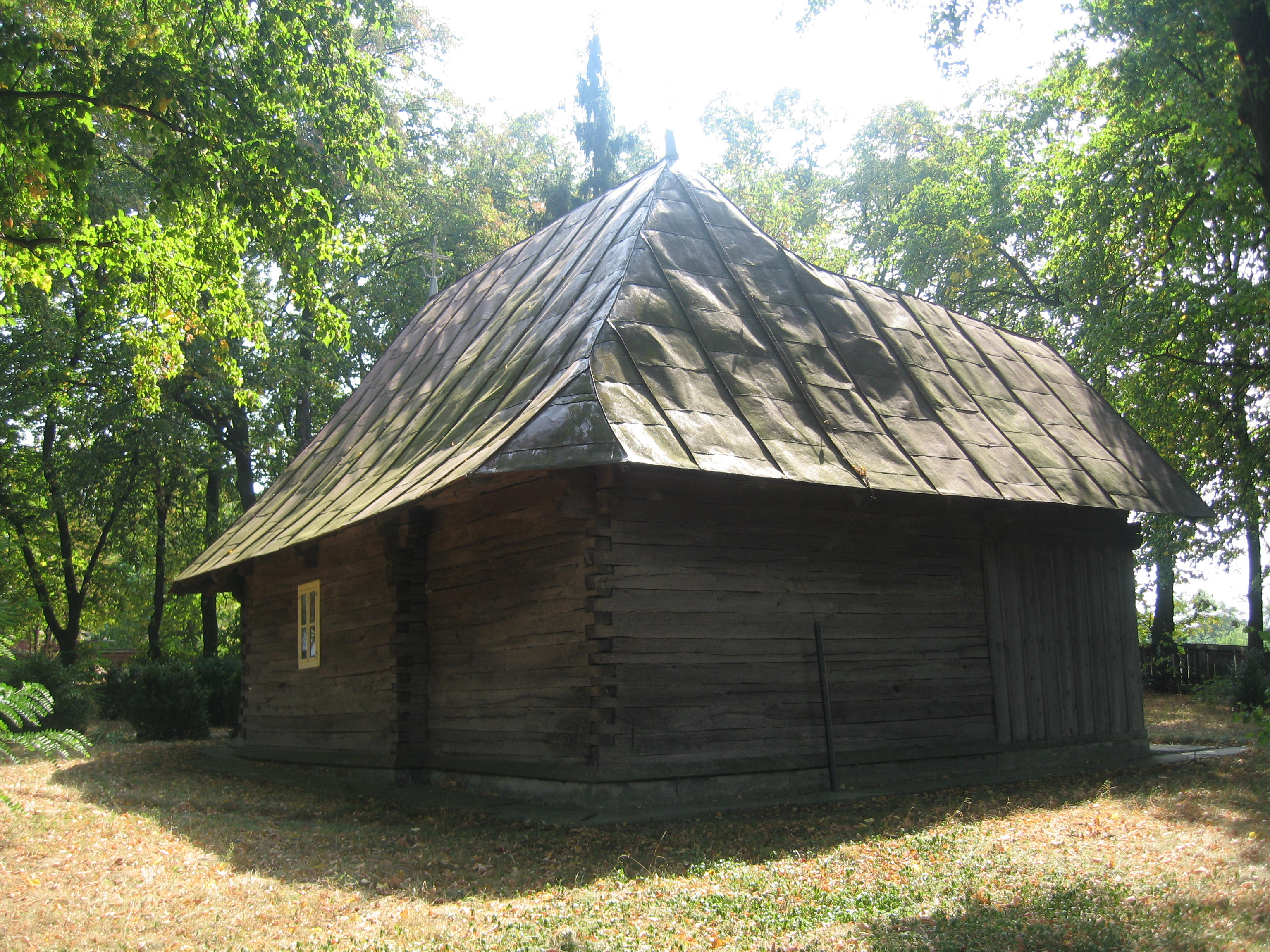
Biserica pe latura nord-vestică
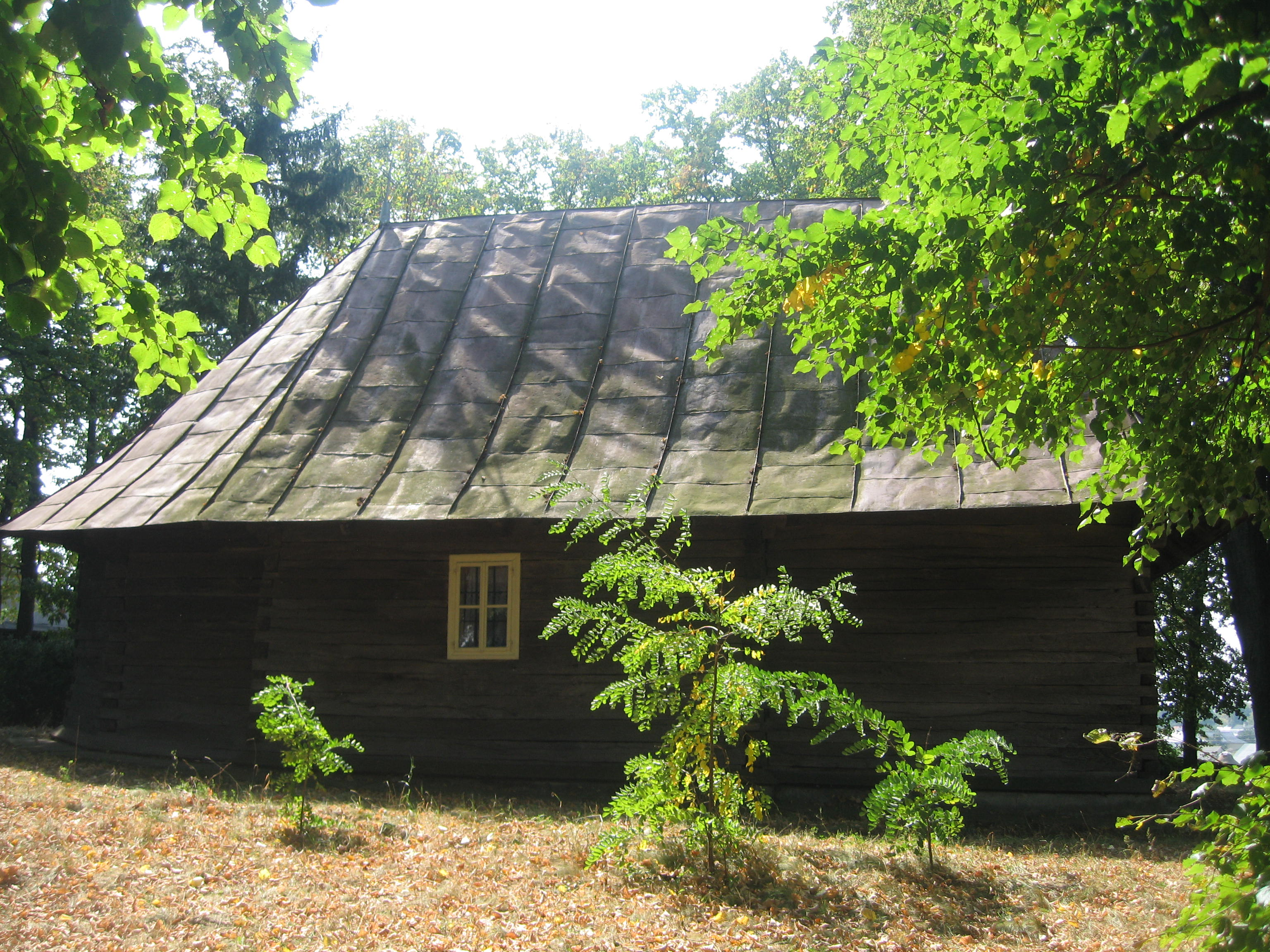
Biserica pe latura nordică
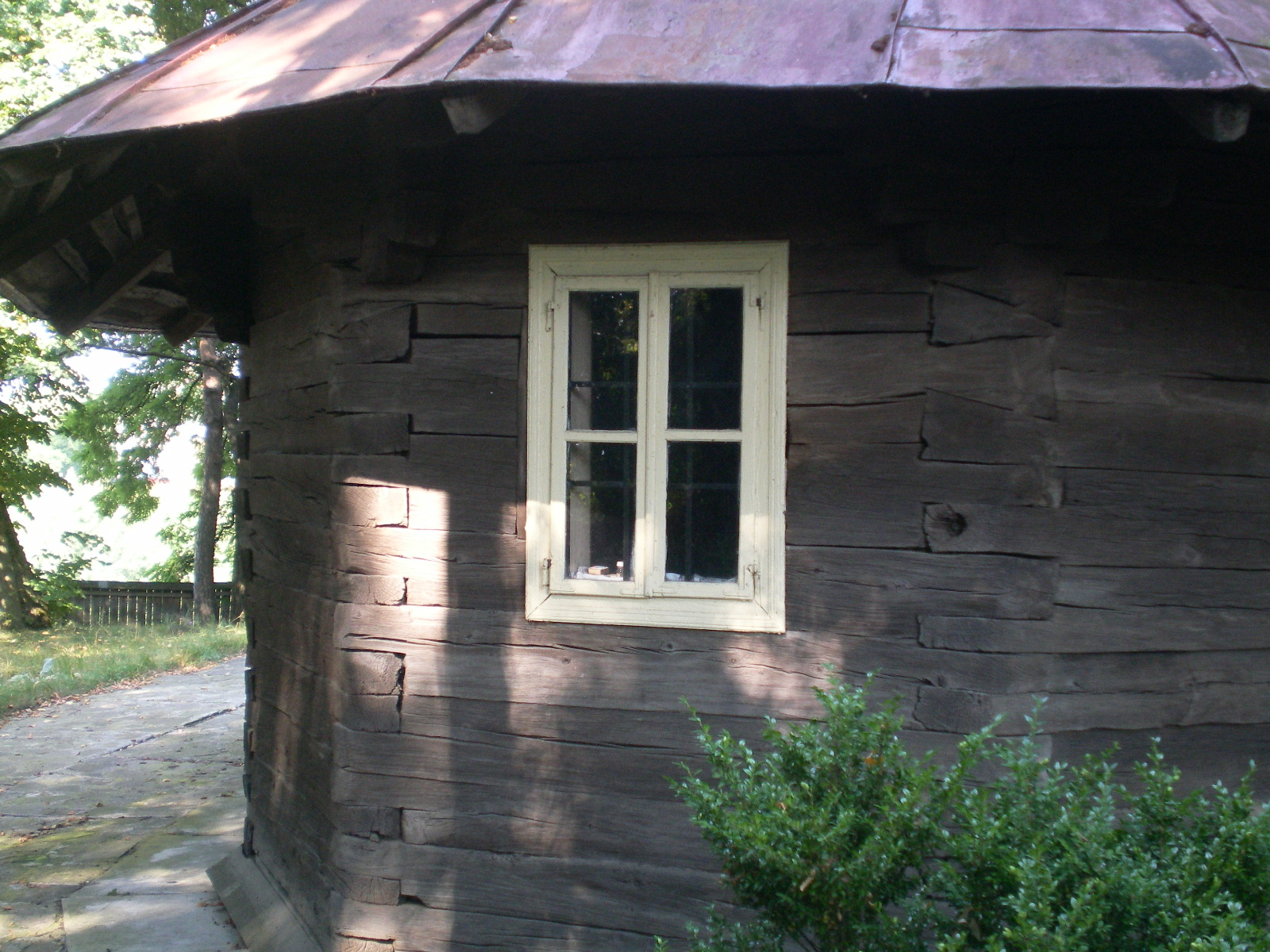
Absida altarului
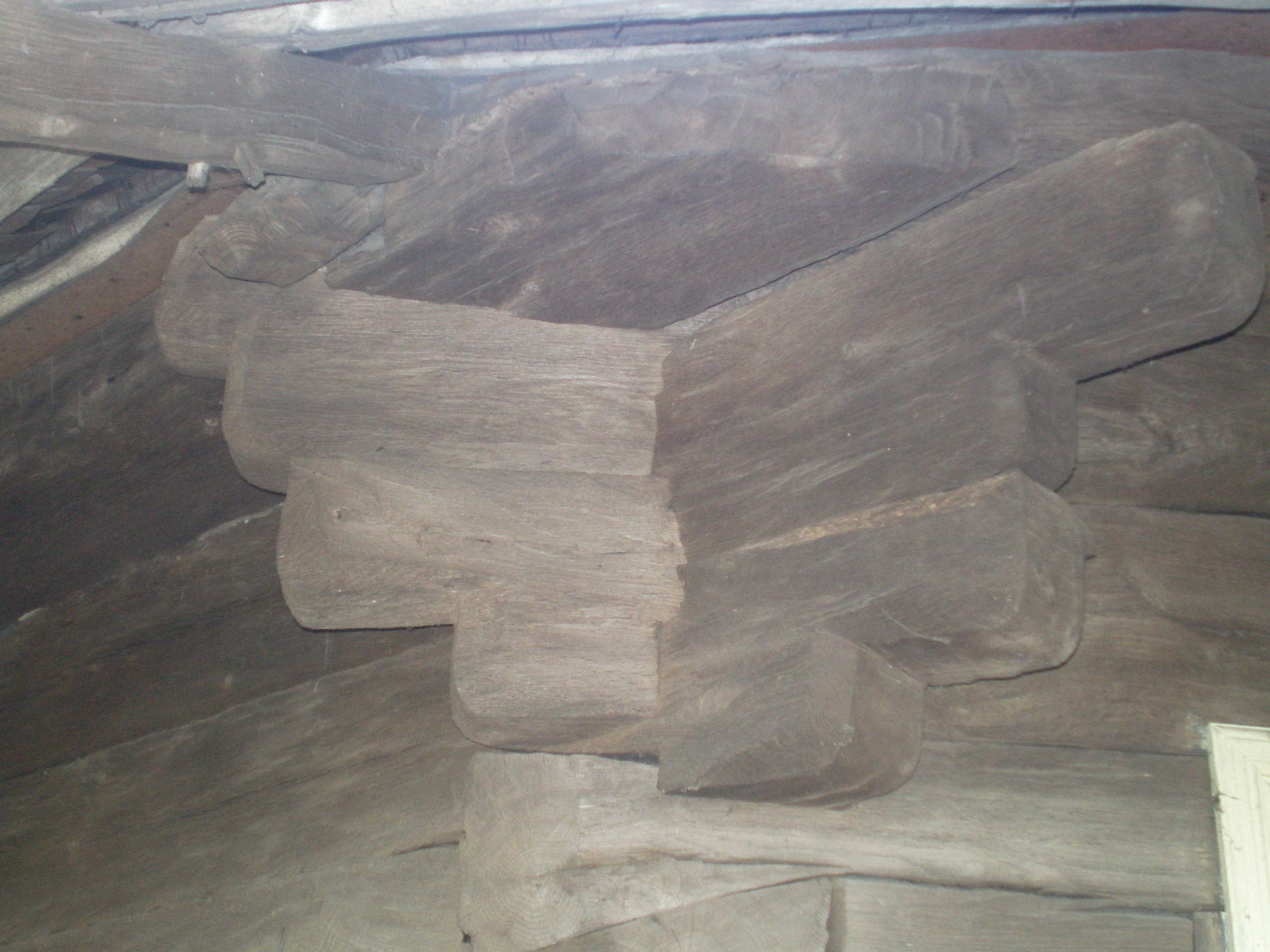
Console
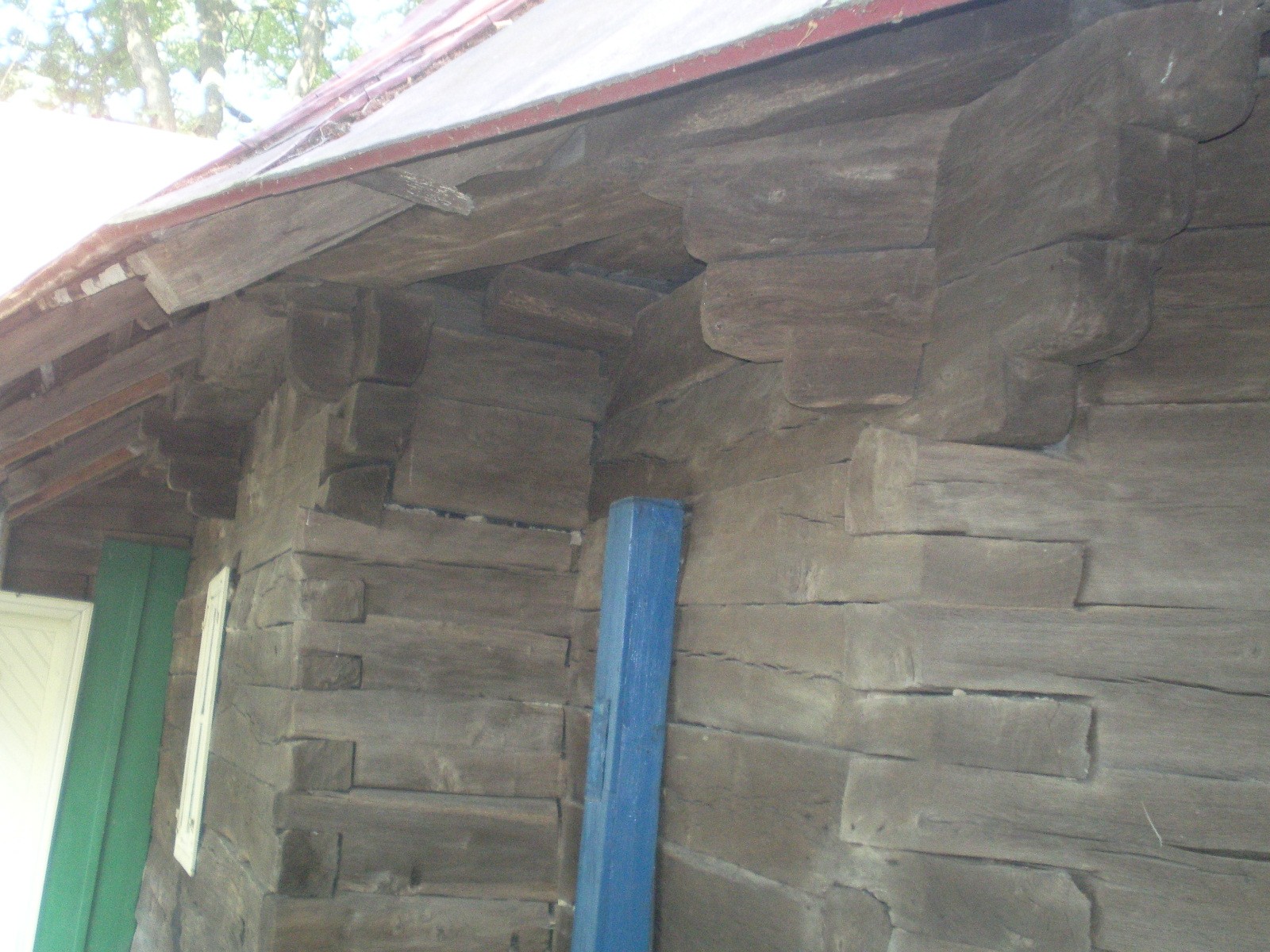
Îmbinare de bârne și console
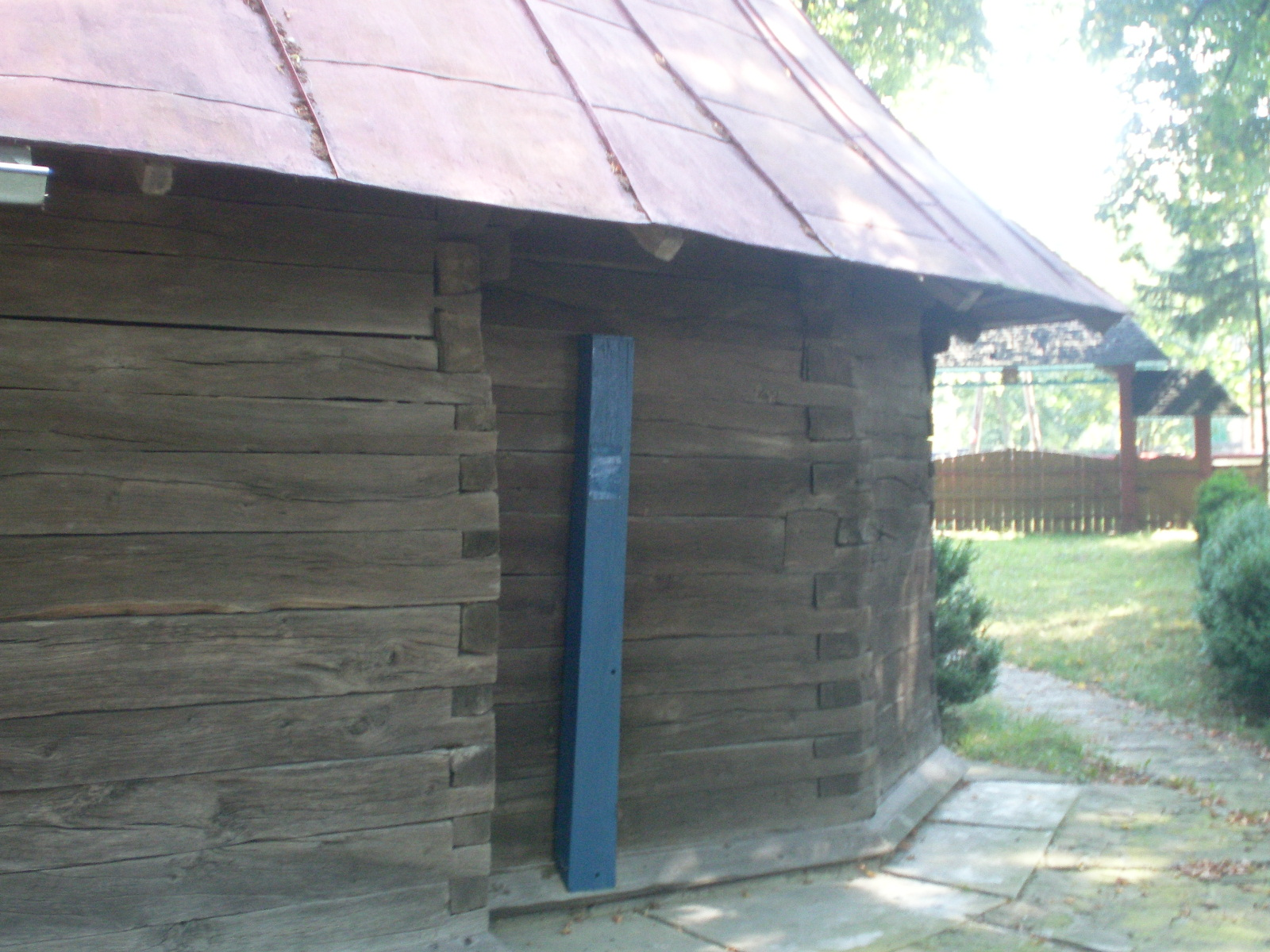
Îmbinare de bârne la peretele sudic
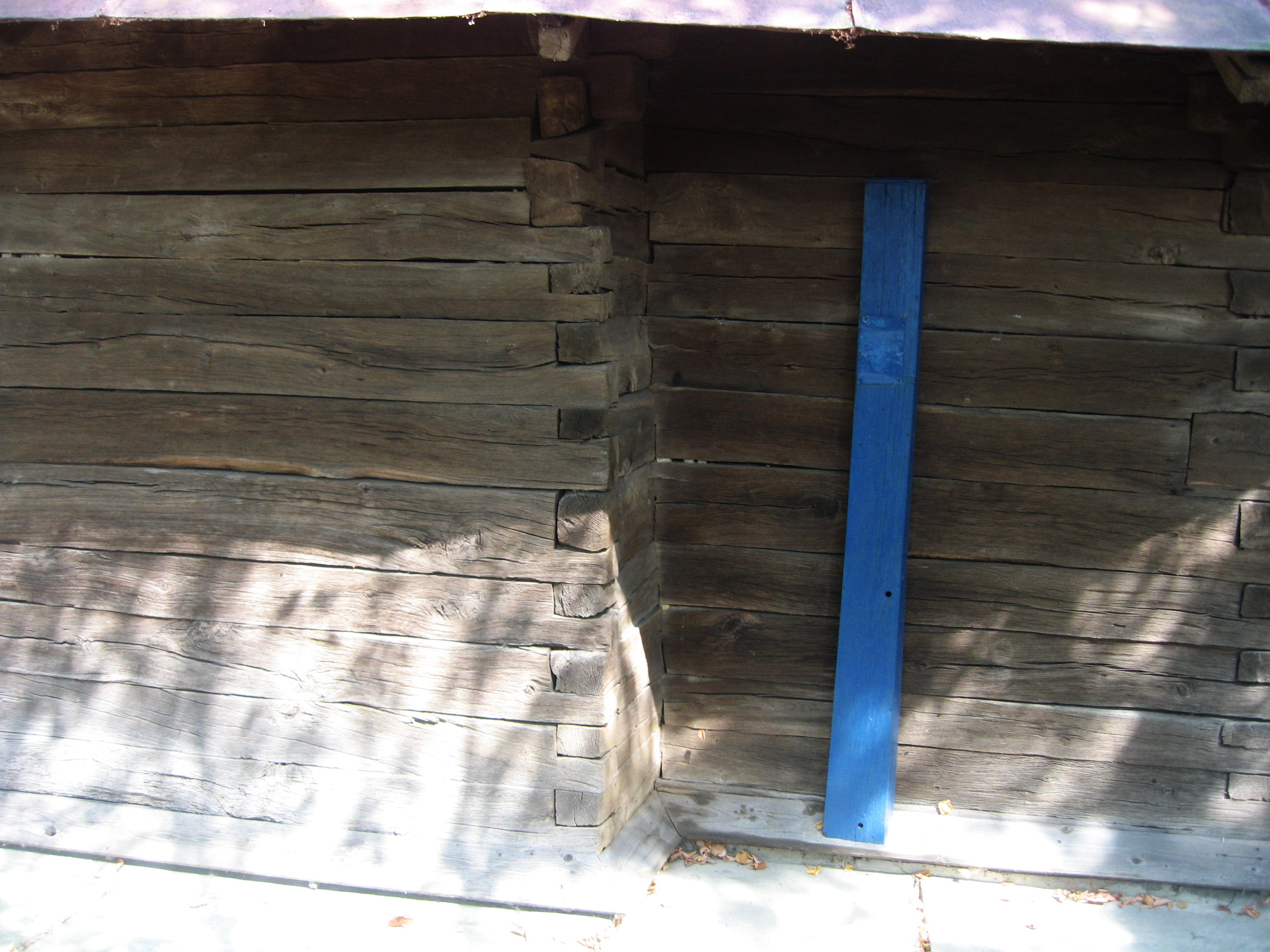
Îmbinare de bârne la peretele sudic
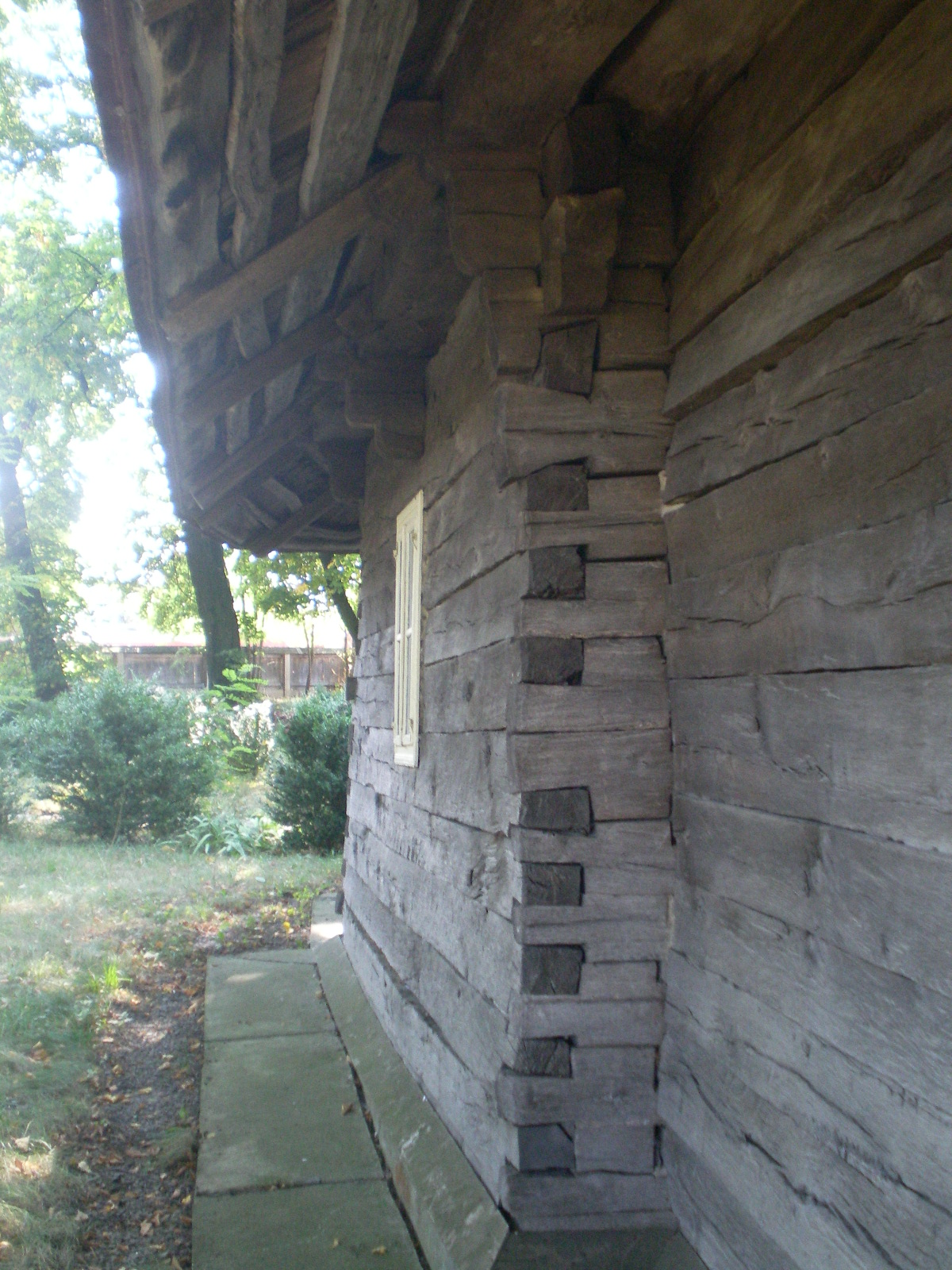
Îmbinare de bârne la peretele nordic
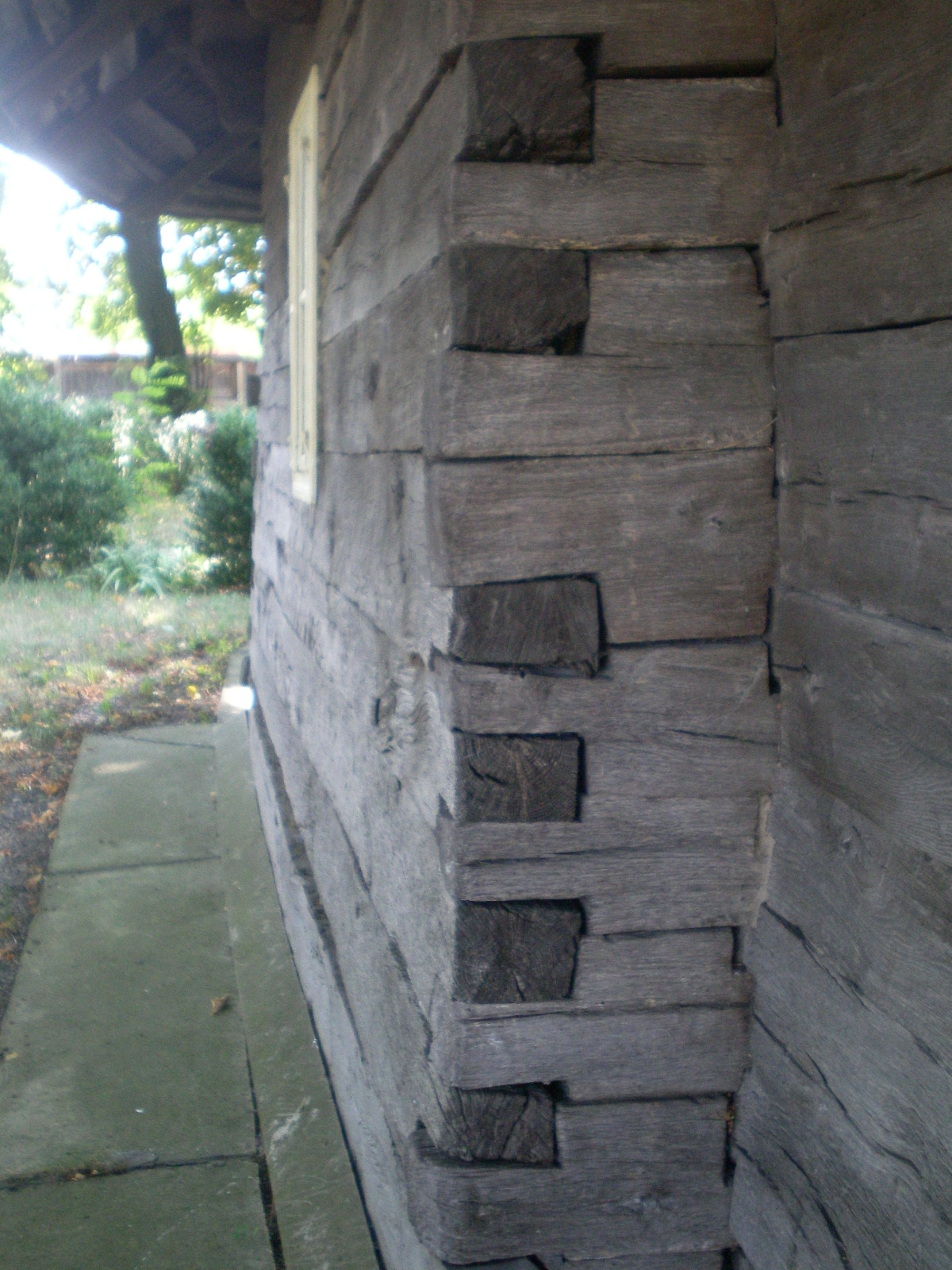
Îmbinare de bârne la peretele nordic
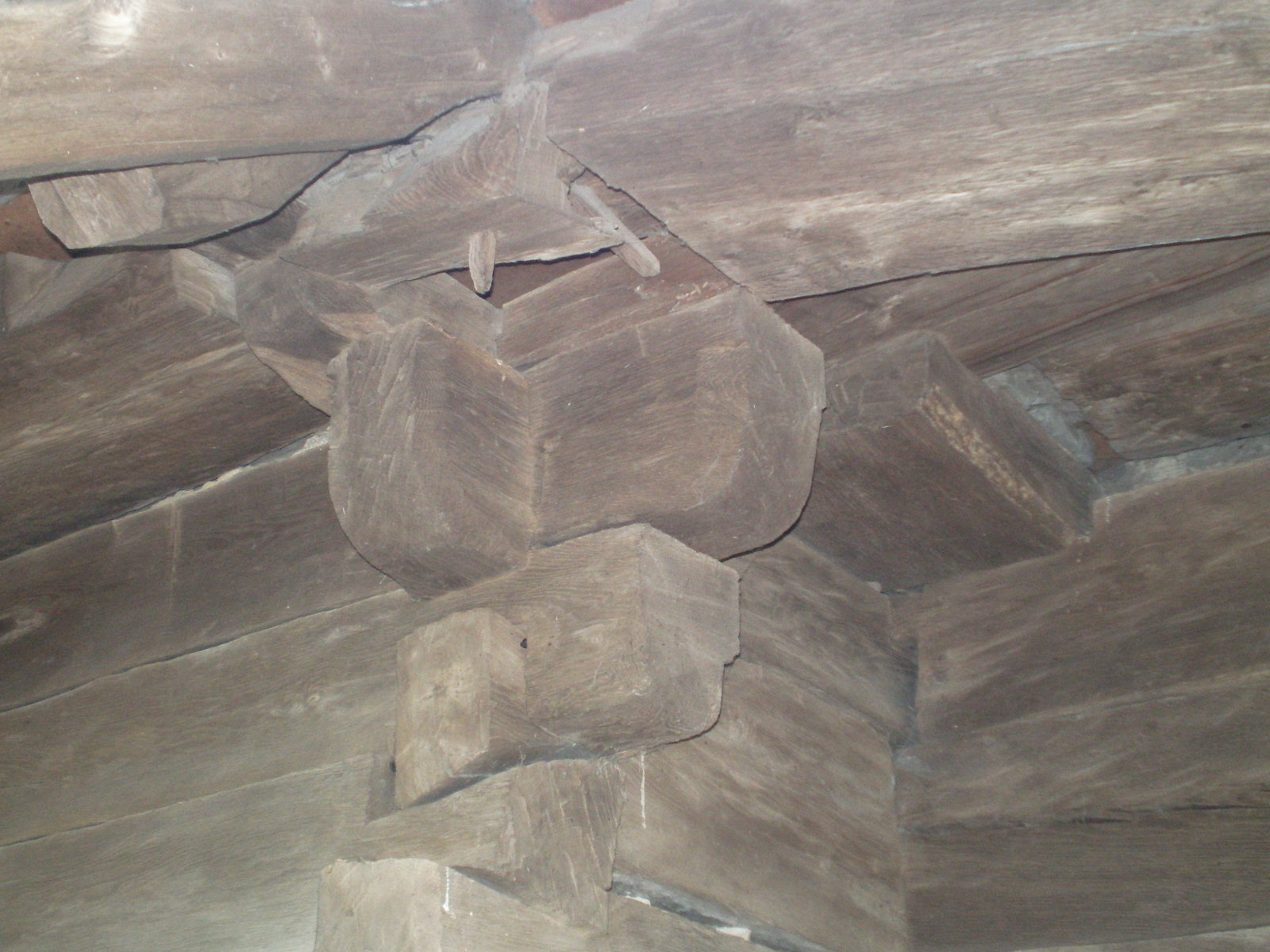
Îmbinare de bârne la streașină
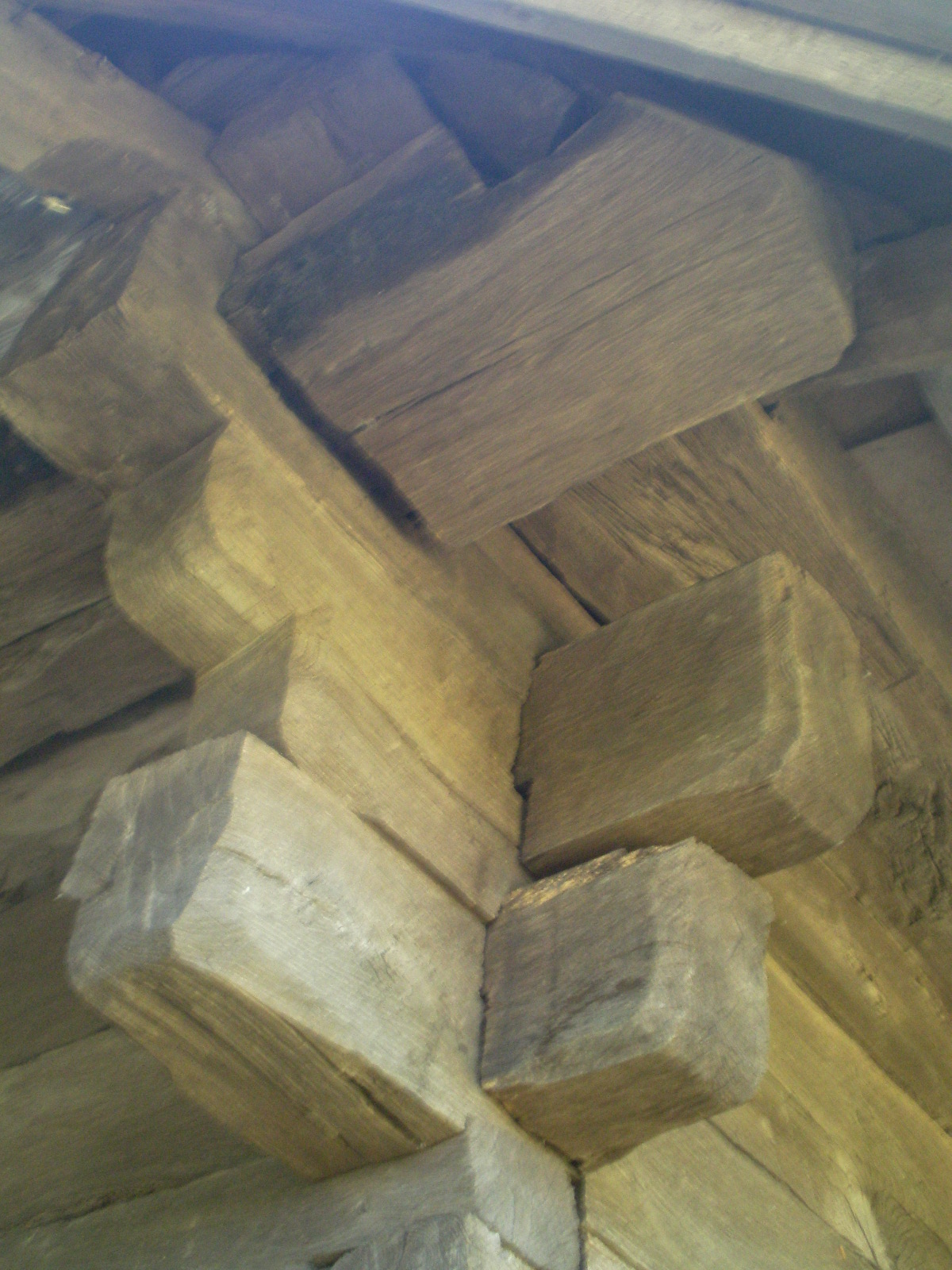
Îmbinare de bârne la streașină
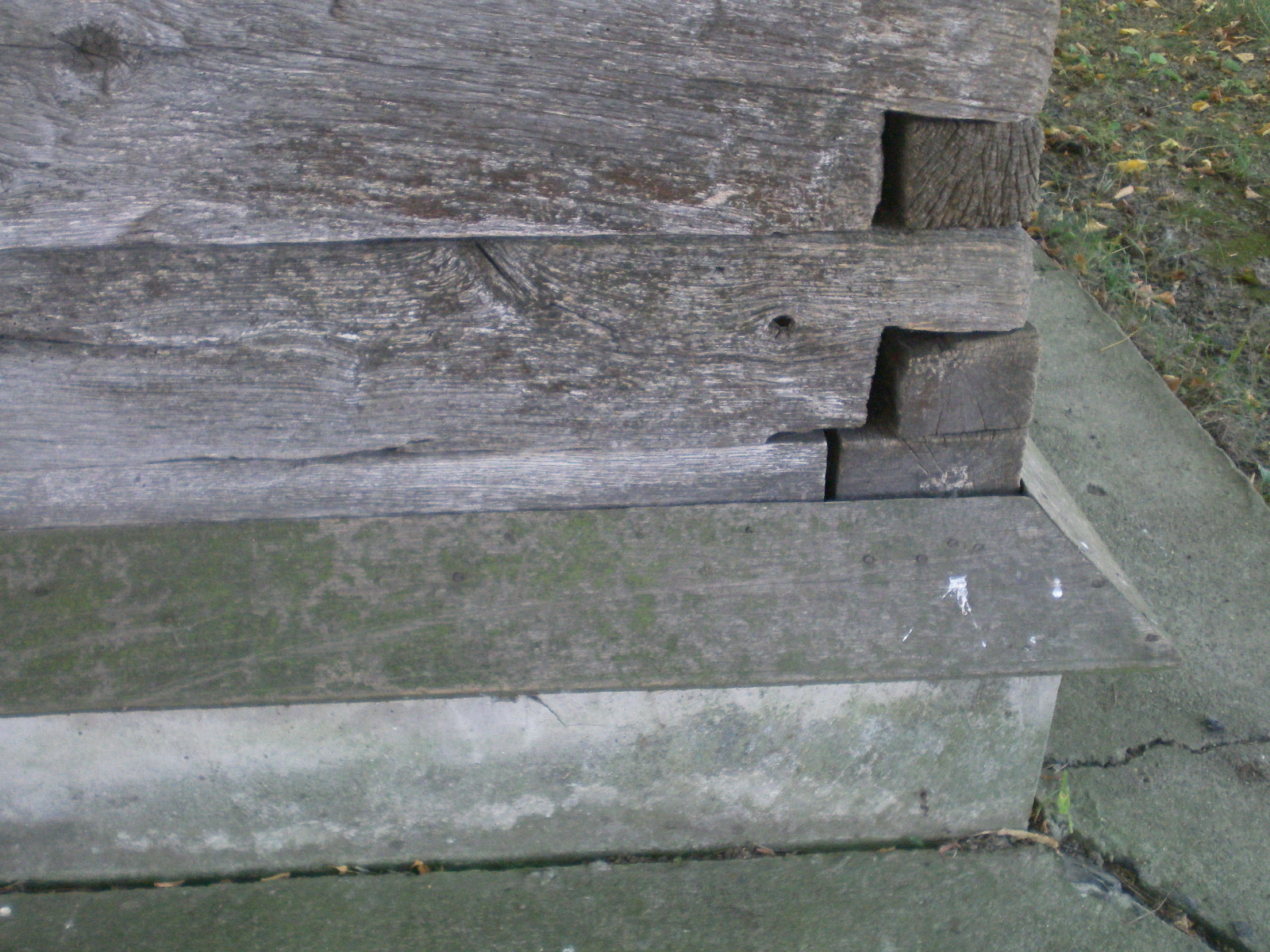
Îmbinare de bârne și postament
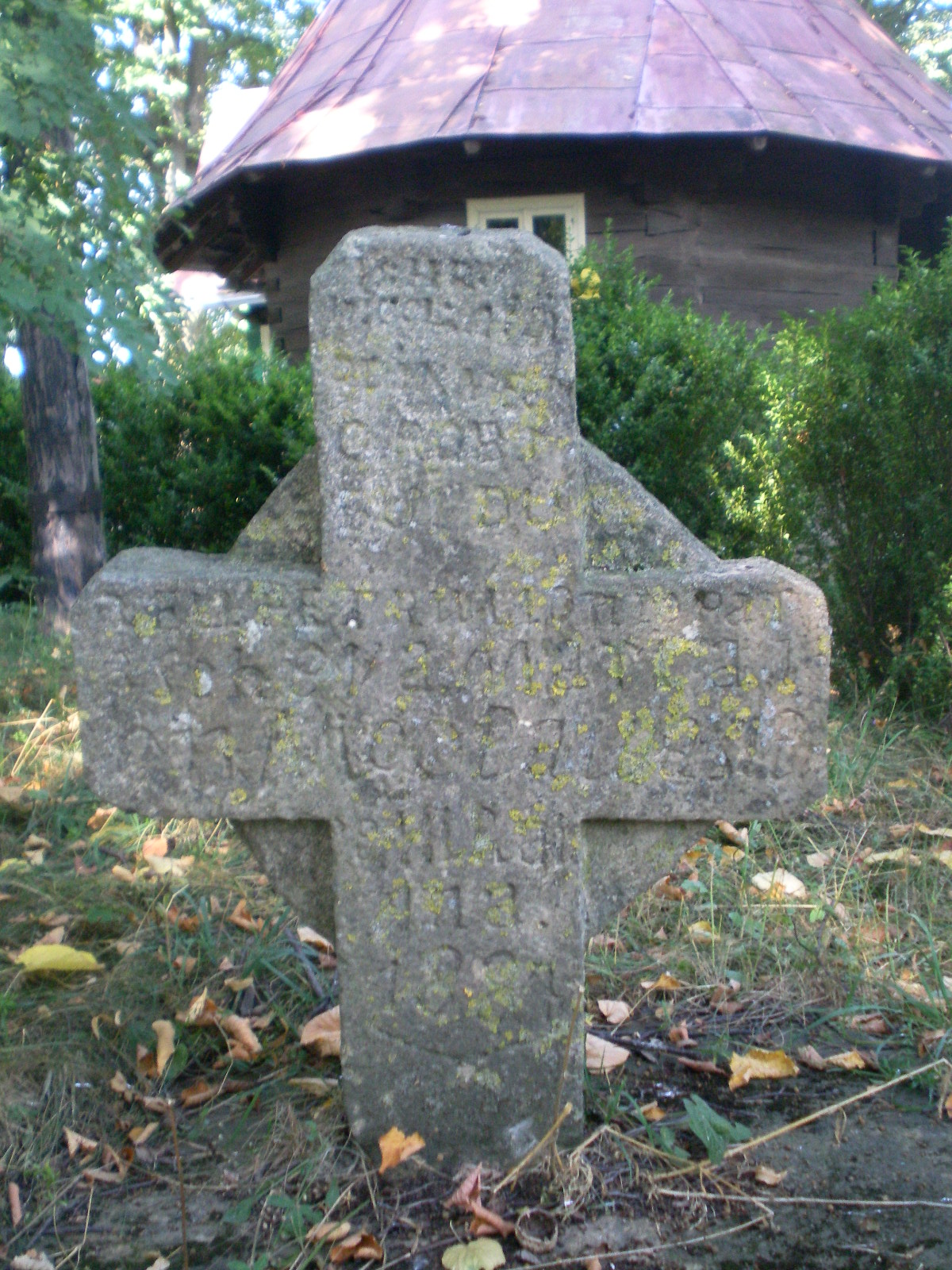
Cruce veche de piatră aflată la est de biserică
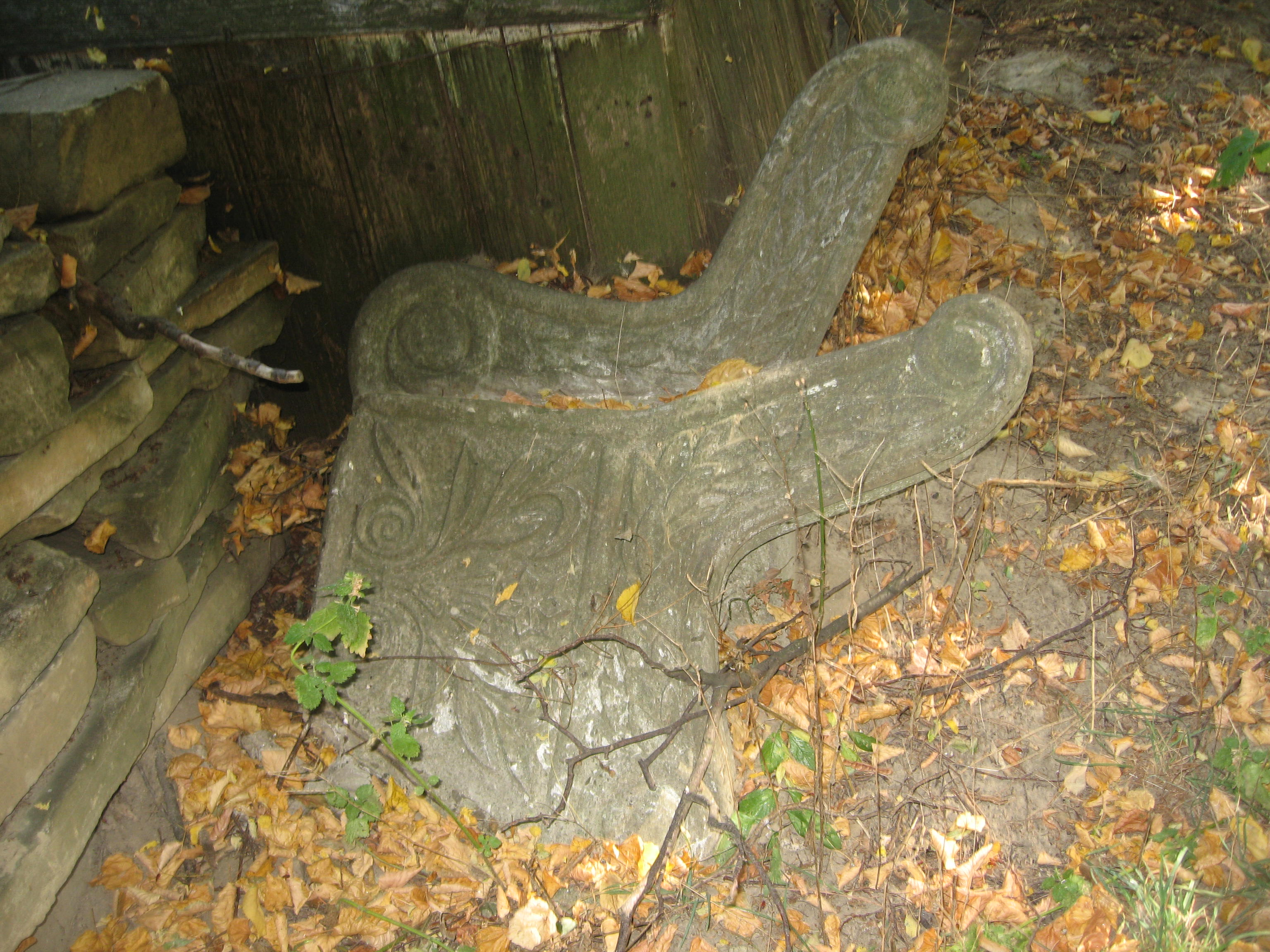
Pietre ornamentate aflate în curtea bisericii
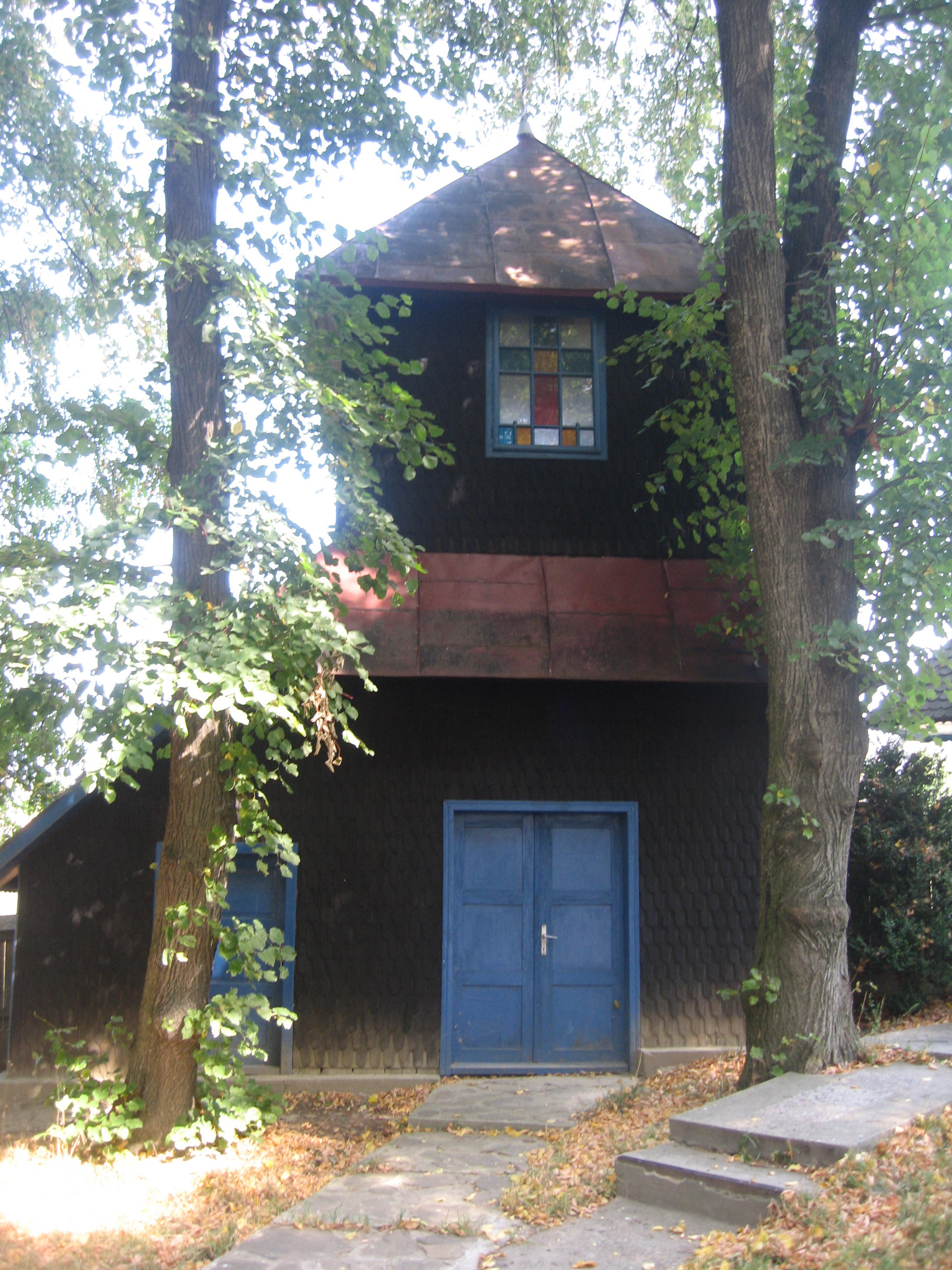
Turnul clopotniță văzut din curtea bisericii
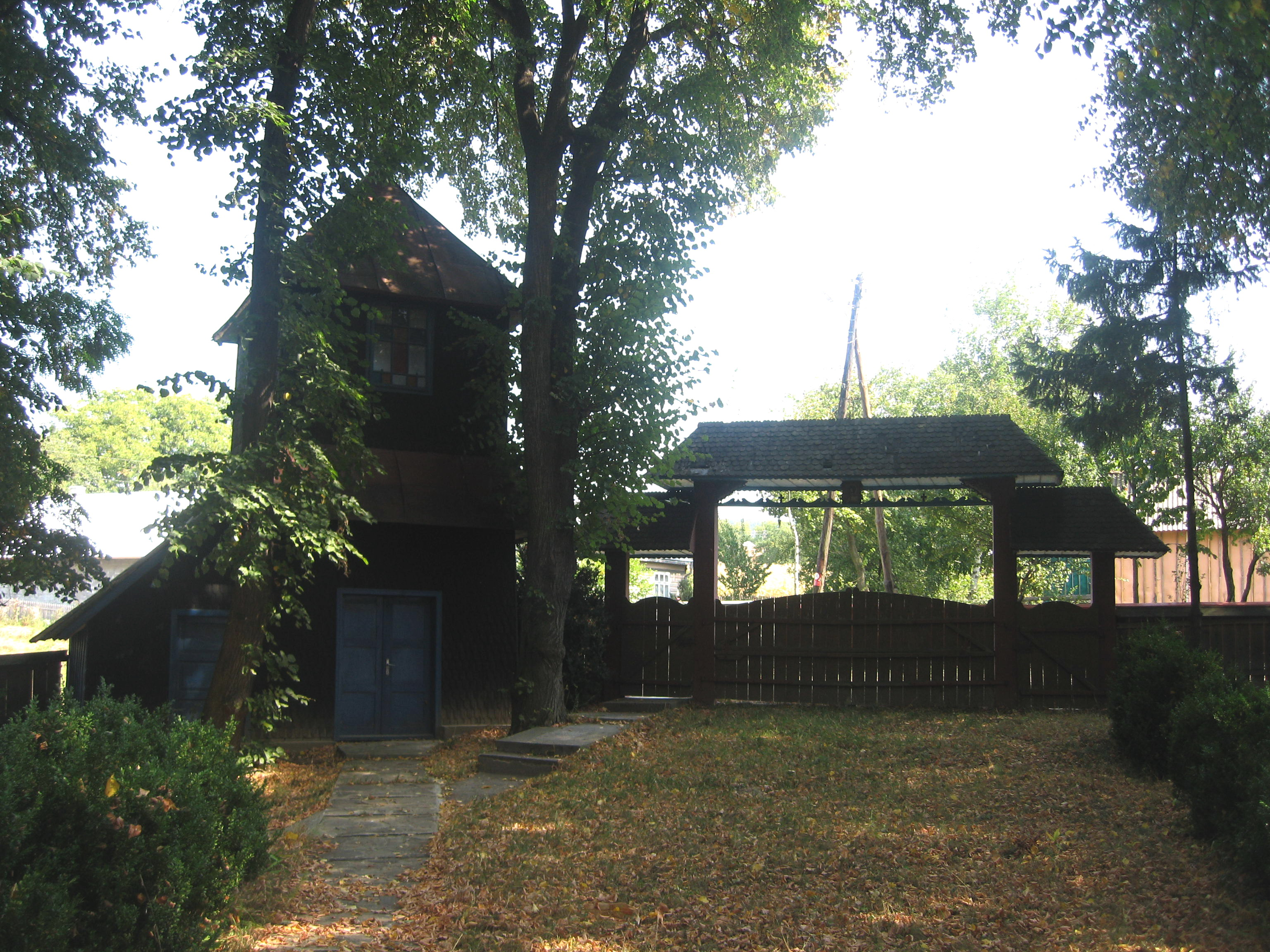
Poarta de intrare și turnul clopotniță văzute din curtea bisericii
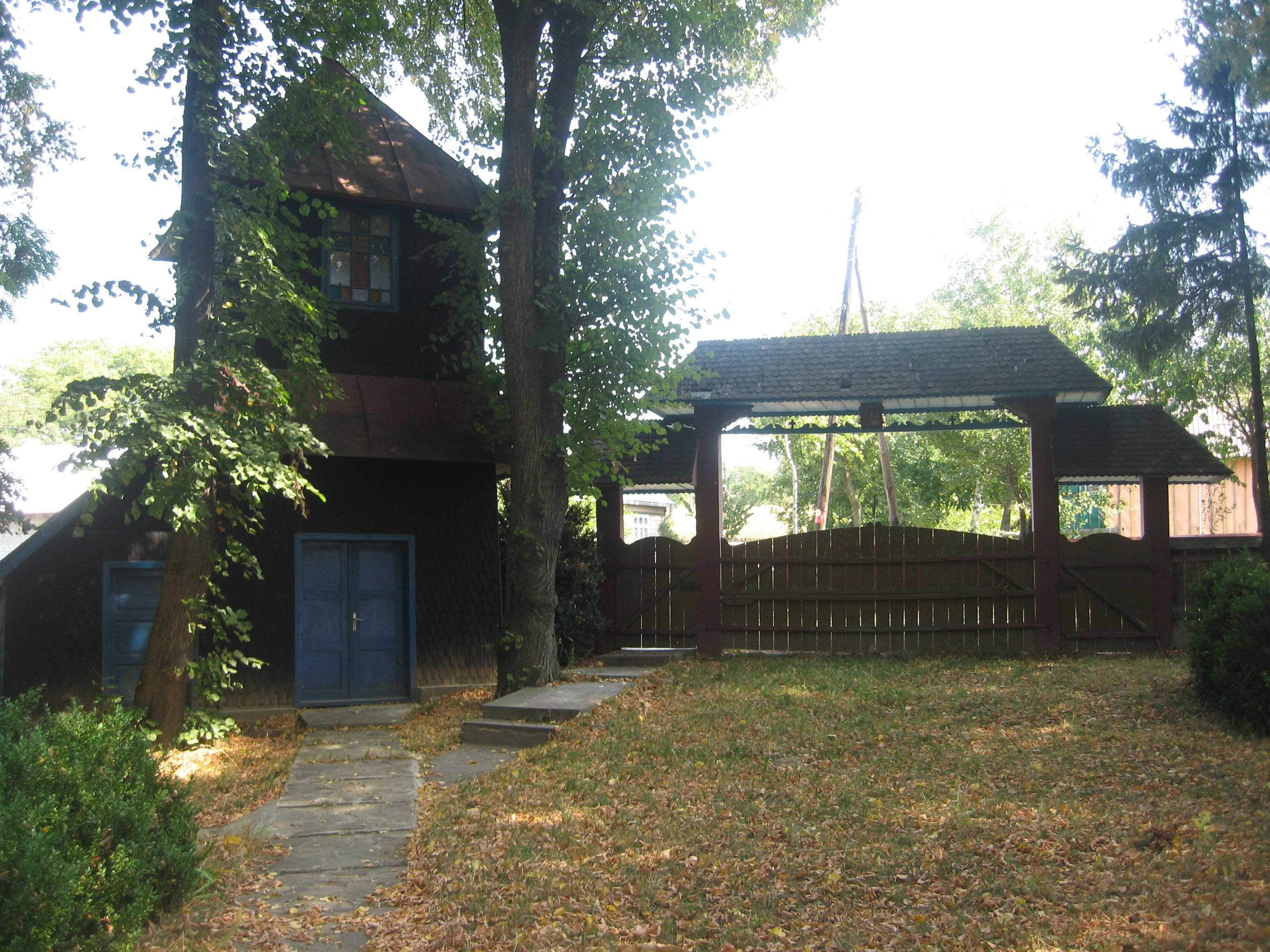
Poarta de intrare și turnul clopotniță văzute din curtea bisericii